# SpaceX

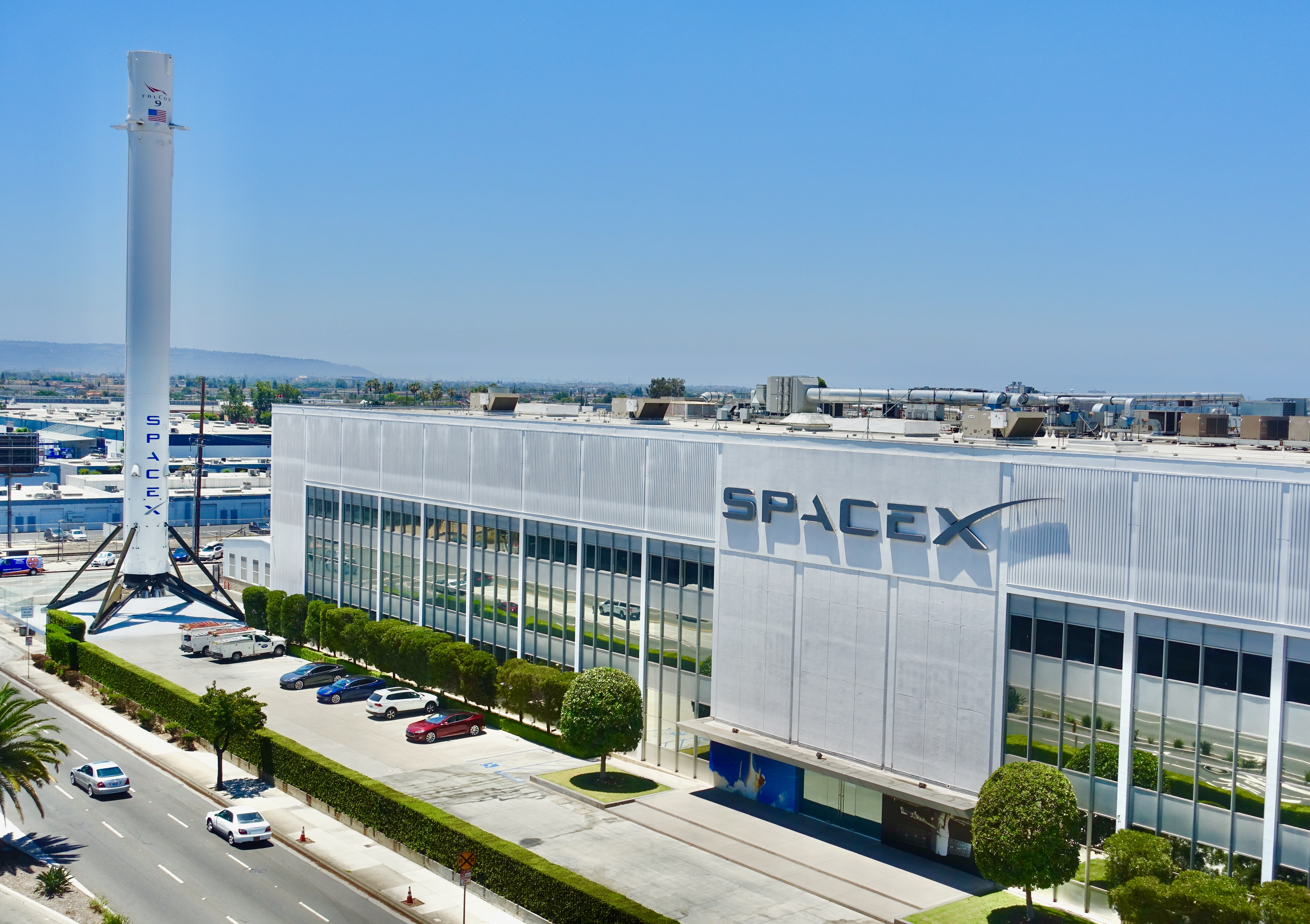
Hauptsitz des Unternehmens in Hawthorne, Kalifornien

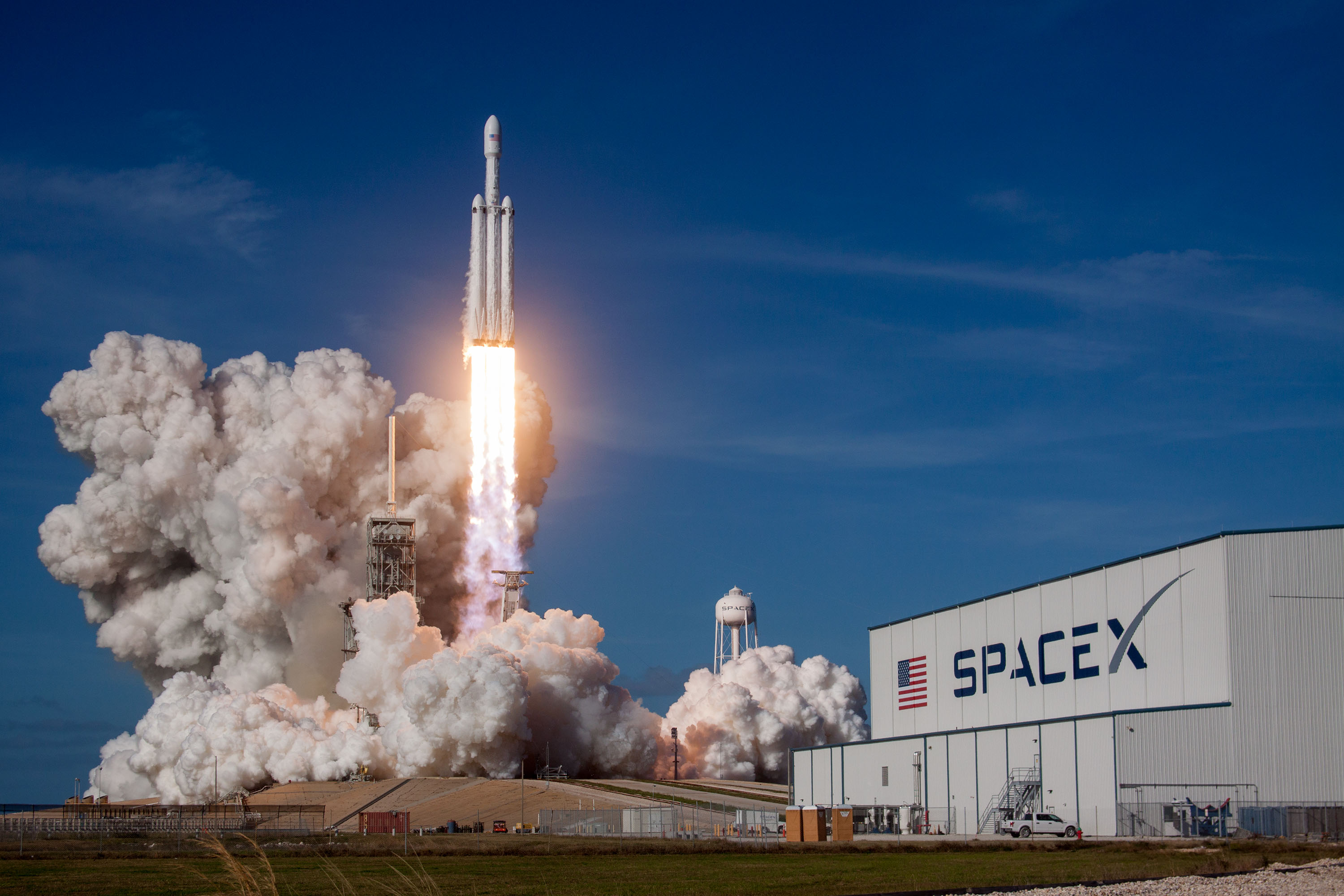
Start einer Falcon Heavy, 2018

SpaceX (Space Exploration Technologies Corporation) ist ein US-amerikanisches Raumfahrt- und Telekommunikationsunternehmen, das 2002 von Elon Musk gegründet wurde. Nach anfänglichen Fehlschlägen mit der Rakete Falcon 1 wurde die Firma innerhalb weniger Jahre mit der Falcon 9 und dem Raumschiff Dragon zu einem bedeutenden Versorger der Internationalen Raumstation (ISS). 2017 löste SpaceX Arianespace als weltweiten Marktführer für kommerzielle Satellitenstarts ab. Mit der 2018 erstmals gestarteten Falcon Heavy bietet das Unternehmen auch die stärkste kommerziell verfügbare Trägerrakete an. Unter anderem durch Pionierleistungen bei der Landung, Bergung und Wiederverwendung von Raketenteilen gelang eine Reduzierung der Kosten für Satellitenstarts um den Faktor 7. Mit dem Großraketenprojekt Starship möchte SpaceX die Startkosten nochmals auf einen Bruchteil senken und bemannte Flüge zum Mond und zum Mars ermöglichen.
Mit dem Raumschiff Dragon 2 führt SpaceX seit 2020 die bemannten Zubringerflüge der NASA zur ISS durch und seit 2021 touristische Raumflüge. Mit dem Starlink-Projekt für einen weltweiten Satelliten-Internetzugang ist SpaceX – gemessen an der Satellitenanzahl – der weltgrößte Satellitenhersteller und -betreiber. SpaceX betreibt Startanlagen und Landeplätze an der US-amerikanischen Ost- und Westküste sowie an der Golfküste von Texas, außerdem eine Flotte von Schiffen für die Bergung von Raumkapseln und Raketenteilen.

## Geschichte

### 2002 – Gründung und Falcon 1
SpaceX wurde im Juni 2002 von dem Unternehmer und autodidaktischen Ingenieur Elon Musk mit dem Ziel gegründet, Technologien zu entwickeln, die es der Menschheit ermöglichen sollen, den Mars zu kolonisieren und das Leben auf anderen Planeten zu verbreiten. Musk hatte seine Beteiligung an dem Bezahldienst PayPal für etwa 200 Millionen US-Dollar verkauft und investierte die Hälfte des Geldes in SpaceX. Bereits im Jahr zuvor hatte er sich für seine angedachte Mission Mars Oasis („Mars-Oase“) nach einer Rakete zum Kauf in Russland umgesehen. Die russischen Raketen kamen aber preislich nicht in Frage. Die Idee von Mars Oasis war, ein experimentelles Treibhaus zum Mars zu bringen. Mit Bildern von Pflanzen auf dem roten Planeten wollte Musk die Öffentlichkeit für sein Projekt der Marsbesiedlung begeistern.

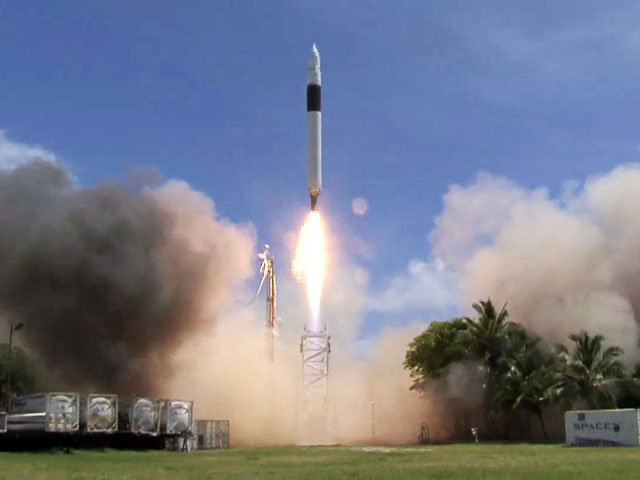
Der vierte Start einer Falcon 1 (2008)

Mit etwa 30 Angestellten – darunter die Ingenieure Tom Mueller und Hans Königsmann sowie die Ingenieurin und betriebswirtschaftliche Leiterin Gwynne Shotwell – begann Musk die Entwicklung der Kleinrakete Falcon 1. Die wesentlichen Bauteile dieser Rakete, wie die beiden Triebwerke Merlin und Kestrel, waren Neuentwicklungen. Im Juni 2005 waren bereits etwa 130 Mitarbeiter bei SpaceX angestellt, und am 24. März 2006 startete von der Insel Omelek im Pazifik die erste SpaceX-Rakete. Nachdem die ersten drei Flüge in Fehlschlägen endeten, erreichte die Falcon 1 am 28. September 2008 mit ihrem vierten und vorletzten Flug eine Erdumlaufbahn. Sie war die erste privat entwickelte und funktionsfähige orbitale Flüssigtreibstoffrakete.

### 2008 – NASA-Aufträge, Falcon 9 und Dragon
Im Rahmen des COTS-Programms der NASA erhielt SpaceX 2008 einen Auftrag im Wert von 1,6 Milliarden US-Dollar für zwölf Versorgungsflüge zur ISS. Insgesamt 20 Tonnen Fracht sollten mit dem in Entwicklung befindlichen SpaceX-Raumfrachter Dragon zu der Raumstation geliefert werden. Gestartet werden sollten die Raumschiffe mit der neuen, mittelschweren Trägerrakete Falcon 9. Pläne zur Entwicklung der kleineren Falcon 5 hatte SpaceX mittlerweile verworfen. Nach den ersten Falcon-9-Starts, die als Entwicklungs- und Demonstrationsflüge für den NASA-Auftrag dienten, begann SpaceX 2012 mit regelmäßigen Transportflügen zur ISS. Diese werden auch zum Rücktransport von Laborprodukten und zu reparierenden Ausrüstungsgegenständen genutzt. Seit Ende 2013 startet die Falcon 9 auch kommerzielle Satelliten für Kunden wie SES, AsiaSat und Iridium (→ Liste der Falcon-9-Starts).

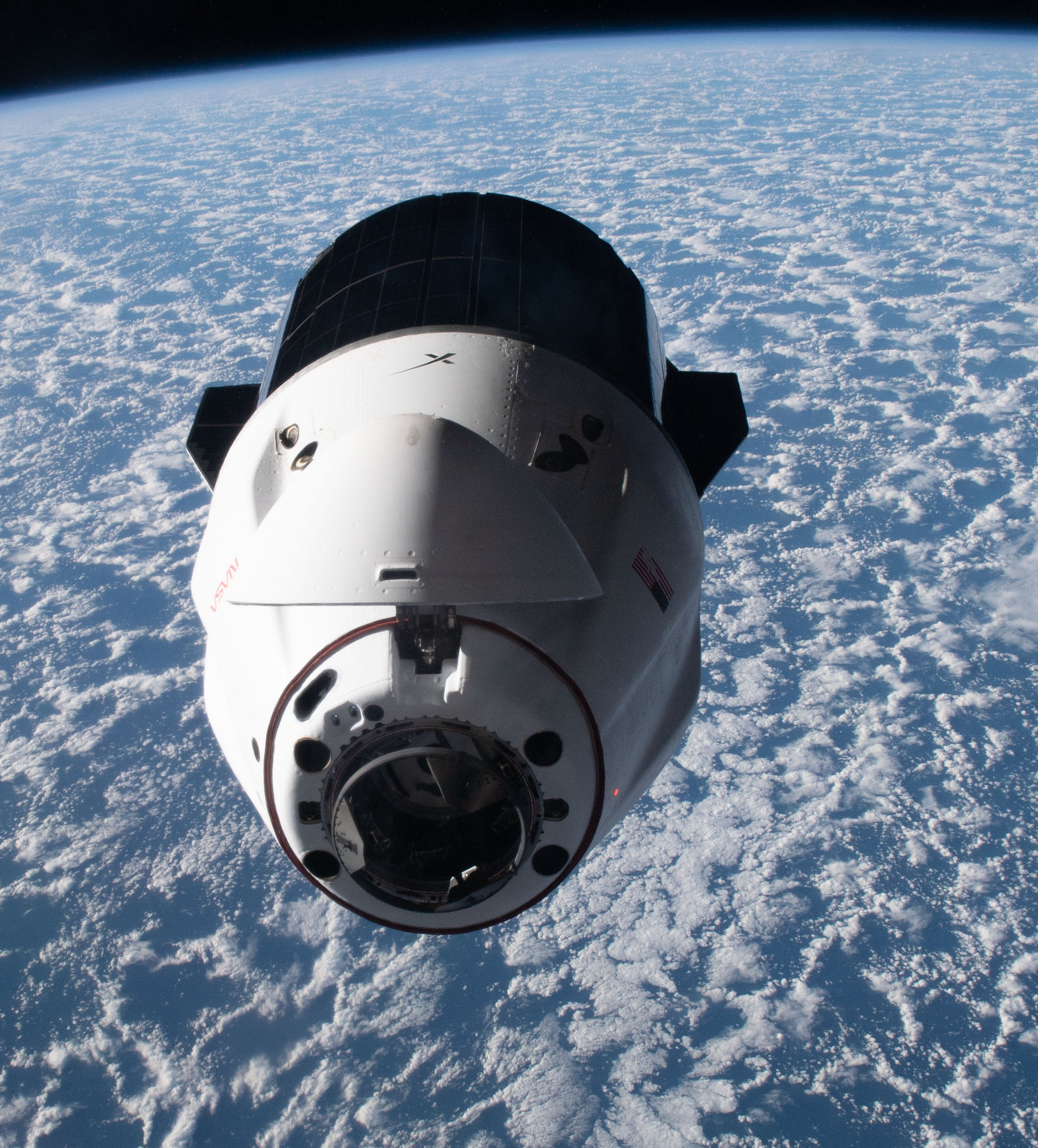
Ein Dragon-2-Frachter im Anflug auf die ISS (2022)

2014 vergab die NASA einen mit 2,6 Milliarden US-Dollar dotierten Auftrag zur Realisierung des bemannten Raumschiffs Crew Dragon, einschließlich des Demonstrationsflugs SpX-DM2 mit zwei NASA-Astronauten. Nachdem die Crew Dragon einen unbemannten (SpX-DM1) und den bemannten Testflug erfolgreich absolviert hatte und durch die NASA zertifiziert worden war, begannen 2020 regelmäßige Zubringerflüge zur ISS. Die Finanzierung erfolgte im Rahmen des Commercial-Crew-Programms. Da das Raumschiff CST-100 Starliner des Konkurrenten Boeing von technischen Problemen geplagt war, übernahm SpaceX auch die für Boeing vorgesehenen Besatzungsflüge zur ISS. Auf der technischen Basis der Crew Dragon wurde der Frachter Cargo Dragon 2 entwickelt, der das ursprüngliche Dragon-Raumschiff ablöste.
Auf dem Weg zum weltweit erfolgreichsten Raumfahrtunternehmen hatte SpaceX einige Rückschläge zu überwinden. So brach am 28. Juni 2015 die Falcon 9 des Dragon-Versorgungsflugs CRS-7 auf dem Weg zur ISS auseinander. Im September 2016 explodierte bei einem Betankungstest auf der Cape Canaveral Air Force Station die obere Stufe einer Falcon 9, wobei der israelische Kommunikationssatellit AMOS 6 zerstört wurde. Als wahrscheinlichste Ursache beider Unfälle wurden Probleme mit einem der heliumgefüllten Druckbehälter ermittelt, die im Sauerstofftank der oberen Raketenstufe angebracht sind und zur Druckbeaufschlagung des Tanks dienen. Beim CRS-7-Flug war demnach der Kopf einer Haltestrebe gebrochen, weshalb sich der damit befestigte Behälter gelöst und den Tank leckgeschlagen hatte. Beim AMOS-6-Probelauf hatte anscheinend eine geänderte Betankungsreihenfolge dazu geführt, dass flüssiger Sauerstoff unter die CFK-Ummantelung eines der Behälter drang und diese verformte, woraufhin sie sich durch Reibung entzündete. Fortan wurden Betankungstests der Falcon 9 nur noch ohne montierte Nutzlast durchgeführt.
Auch bei der Dragon 2 kam es während eines Testlaufs am Cape Canaveral zu einer Explosion. Die Dragon-Kapsel, die zuvor mit der Mission SpX-DM1 zur ISS geflogen war, wurde dadurch zerstört. Ursache war ein undichtes Ventil, durch das Treibstoff in eine Druckgasleitung geleckt war, wo er sich beim Triebwerksstart entzündet hatte. SpaceX ersetzte das Ventil durch eine Berstscheibe, die nach jedem Start erneuert wird.

### 2015 – Landung und Wiederverwendung von Orbitalraketen

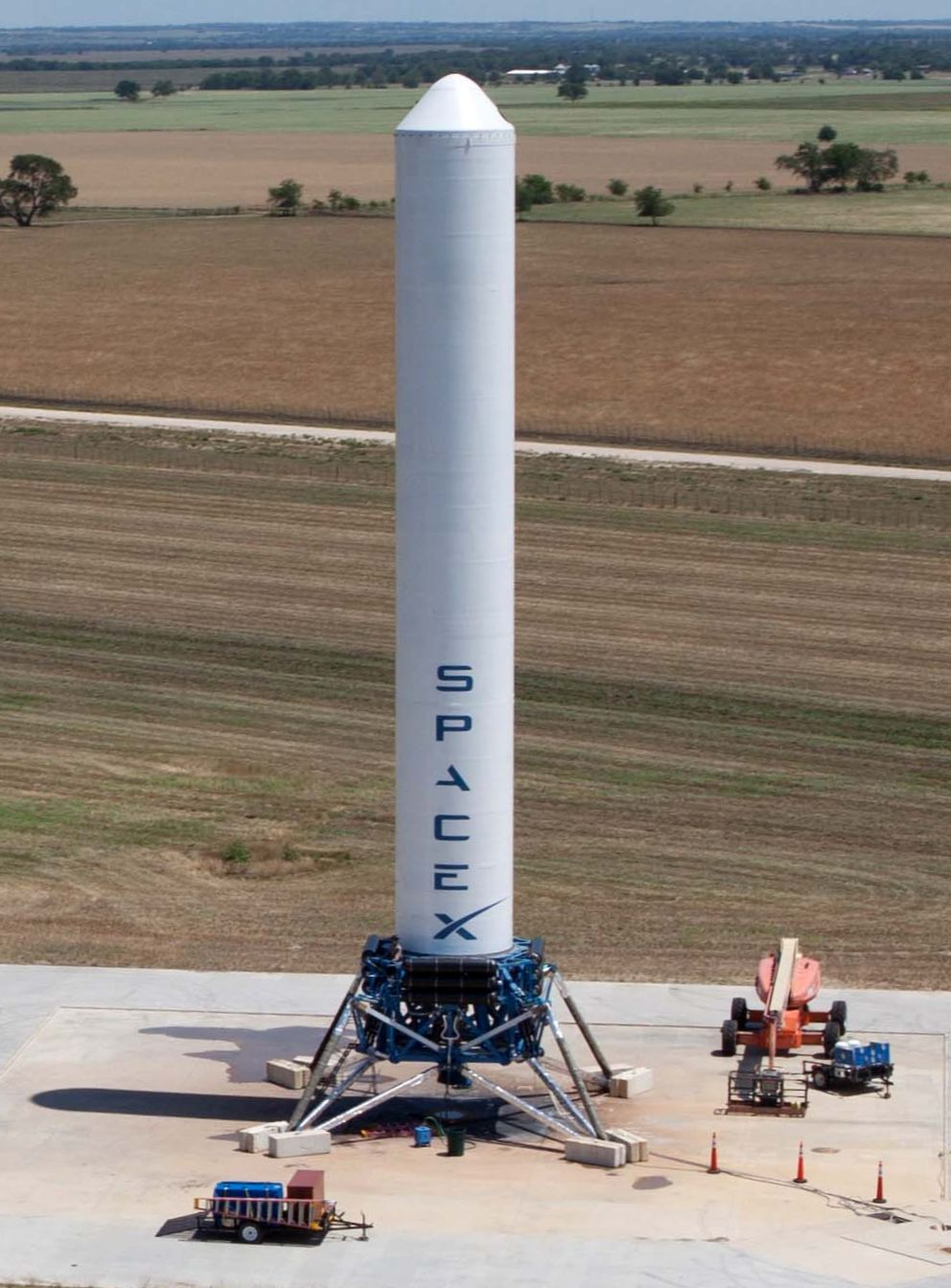
SpaceX-Versuchsrakete Grasshopper zur Erprobung von Raketenlandungen

Um die Kosten des Raumtransports zu senken, strebte SpaceX die Bergung und Wiederverwendung von Raketenteilen an. Bereits für die Falcon 5 war eine wiederverwendbare Erststufe geplant gewesen. 2013 begann man, mit einstufigen Experimentalraketen wie dem „Grasshopper“ (Grashüpfer) die kontrollierte Landung von Raketenstufen zu erproben. Anhand der Erkenntnisse aus diesen Experimenten wurde die erste Stufe der Falcon 9 weiterentwickelt; erste Landeversuche damit fanden aus Sicherheitsgründen zunächst über dem Ozean und dann auf einer unbemannten schwimmenden Plattform statt.
Am 22. Dezember 2015 gelang SpaceX die historisch erste Landung einer orbitalen Raketenstufe: Nach dem Start von elf Kommunikationssatelliten des Unternehmens Orbcomm flog die Falcon-9-Erststufe zurück zur Cape Canaveral Air Force Station, wo sie weich auf dem Landeplatz 1 aufsetzte. Am 30. März 2017 wurde auch das Ziel der Wiederverwendung erreicht: Für den Start des Kommunikationssatelliten SES-10 vom Weltraumbahnhof Kennedy Space Center wurde dieselbe Falcon-9-Erststufe verwendet, die im April 2016 bereits einen Dragon-Raumfrachter für den NASA-Flug CRS-8 befördert hatte. Nach dem CRS-8-Start hatte die Stufe die erste erfolgreiche Landung einer Raketenstufe auf einer schwimmenden Plattform absolviert.

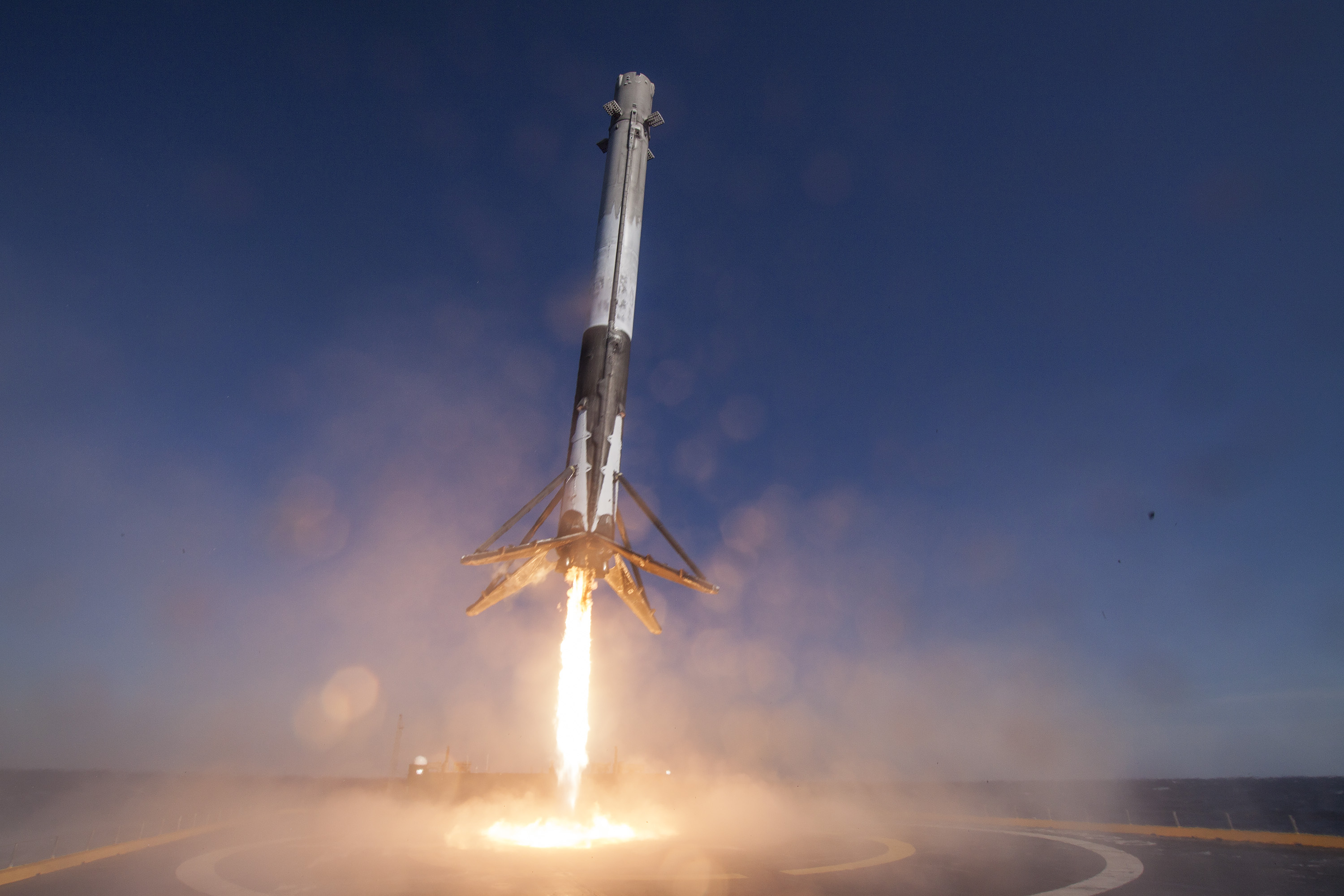
Erste erfolgreiche Seelandung einer Raketenstufe (CRS-8, 2016)

Die Wiederverwendung der Falcon-9-Erststufen trug wesentlich dazu bei, dass SpaceX die Startkosten für Satelliten im Zeitraum von der Firmengründung bis 2019 um den Faktor 7 senken konnte. Um die Kosten noch weiter zu verringern, erwog Elon Musk auch die Landung und Wiederverwendung von Falcon-9-Zweitstufen, gab diese Idee jedoch bald wieder auf. Stattdessen konzentrierte man sich auf die Wiederverwendung der mehrere Millionen Dollar teuren Nutzlastverkleidungen. Dazu stattete SpaceX die Verkleidungshälften mit lenkbaren Fallschirmen aus und kaufte die beiden Schiffe Mr. Steven und Captain Elliott, die zu maritimen Nutzlastverkleidungsfängern umgebaut wurden. Trotz hartnäckiger Versuche erwies sich das Auffangen der Verkleidungshälften in aufgespannten Netzen als unpraktikabel, die meisten fielen neben den Schiffen ins Meer. So gab SpaceX auch dieses Projekt auf und begann, die an Fallschirmen gewasserten Verkleidungshälften aus dem Meer zu bergen und wiederaufzubereiten. Seit 2019 werden manche davon wiederverwendet, anfangs für den Start firmeneigener Starlink-Satelliten, mittlerweile auch für Kundenstarts.
2021 gelang das Gleiche auch mit Raumkapseln: Im April des Jahres absolvierte mit der Mission SpaceX Crew-2 erstmals eine bemannte Raumkapsel ihren zweiten Flug, im August mit CRS-23 erstmals eine unbemannte.
SpaceX betreibt seither je eine Flotte von Raketenerststufen und Raumschiffen, die nach jedem Einsatz aufbereitet und wiedergenutzt werden. Anders als beispielsweise bei der United Launch Alliance, dem Hersteller der Atlas V und der Vulcan, werden diese Produkte nicht auftragsbezogen gefertigt, sondern stehen für verschiedene Missionen zur Verfügung. Dadurch kann SpaceX auch kurzfristige Marktgelegenheiten nutzen. Während der europäischen Raketenkrise von 2022 bis 2024 starteten beispielsweise OneWeb-Kommunikationssatelliten und das ESA-Weltraumteleskop Euclid mit Falcon-9-Raketen, da die russisch-europäische Rakete Sojus-ST wegen des russischen Überfalls auf die Ukraine nicht mehr in Frage kam.
Das ursprünglich ausgegebene Ziel von zehn Wiederverwendungen je Falcon-9-Erststufe konnte SpaceX übertreffen. Im Juli 2025 startete und landete der „Booster“ mit der Seriennummer B1067 zum 29. Mal. Nicht erreicht wurde hingegen das Ziel einer Wiederverwendung innerhalb von 24 Stunden; die Zeit für die Bergung, Wiederaufbereitung und Startvorbereitung von Falcon-9-Boostern pendelte sich bei etwa vier Wochen ein. Auch die Nutzlastverkleidungen werden vielfach genutzt; die Verkleidungshälften des ersten Starlink-Satellitenstarts im Jahr 2024 absolvierten beispielsweise ihren neunten beziehungsweise elften Einsatz.

### 2017 – Neue Geschäftsfelder und Falcon Heavy
Zur Erschließung eines weiteren lukrativen Marktes – dem Start US-amerikanischer Militär- und Aufklärungssatelliten – betrieb SpaceX erhebliche Lobbyarbeit. Diese Starts wurden seit den 1990er-Jahren von der US Air Force über ihr EELV-Programm (Evolved Expendable Launch Vehicle) organisiert und beauftragt. Der Startdienstleister United Launch Alliance (ULA), ein Konsortium von Boeing und Lockheed Martin, verfügte seit 2006 über ein Monopol beim Start schwerer EELV-Nutzlasten, das es zu brechen galt. Unter anderem sagte Elon Musk 2014 vor einem Ausschuss des Kongresses der Vereinigten Staaten aus und wies auf die hohen Preise der ULA-Raketen und auf deren Nutzung russischer RD-180-Triebwerke hin. Es folgte eine Reihe von Klagen des Unternehmens gegen ULA und gegen die Air Force, wegen wettbewerbswidrigen Verhaltens, der Vergabe von Startaufträgen für Raketen mit russischen Triebwerken, mutmaßlich unfairer Ausschreibungs- und Auftragsvergabepraktiken und der Nichtberücksichtigung von SpaceX bei der Förderung der Entwicklung neuer Raketen. Den letzteren Rechtsstreit verlor SpaceX, jedoch wurde das Unternehmen als Bieter für EELV-Starts zugelassen und erhielt 2016 einen ersten Zuschlag für den Start eines GPS-Navigationssatelliten. SpaceX gewann weitere Aufträge der Air Force, und 2017 startete die Falcon 9 neben NASA-Missionen und kommerziellen Satelliten auch erste EELV-Nutzlasten. Die Beauftragung solcher Starts unter Verwendung russischer Triebwerke wurde mit Wirkung ab 2022 durch den US-Gesetzgeber verboten, wodurch ULA gezwungen war, die Rakete Atlas V kurzfristig durch die Neuentwicklung Vulcan mit amerikanischen Triebwerken zu ersetzen. Das EELV-Programm wurde in NSSL (National Security Space Launch) umbenannt, da der alte Name EELV – er steht frei übersetzt für „fortgeschrittene Wegwerfrakete“ – im Hinblick auf die Wiederverwendbarkeit der Falcon 9 unpassend erschien.

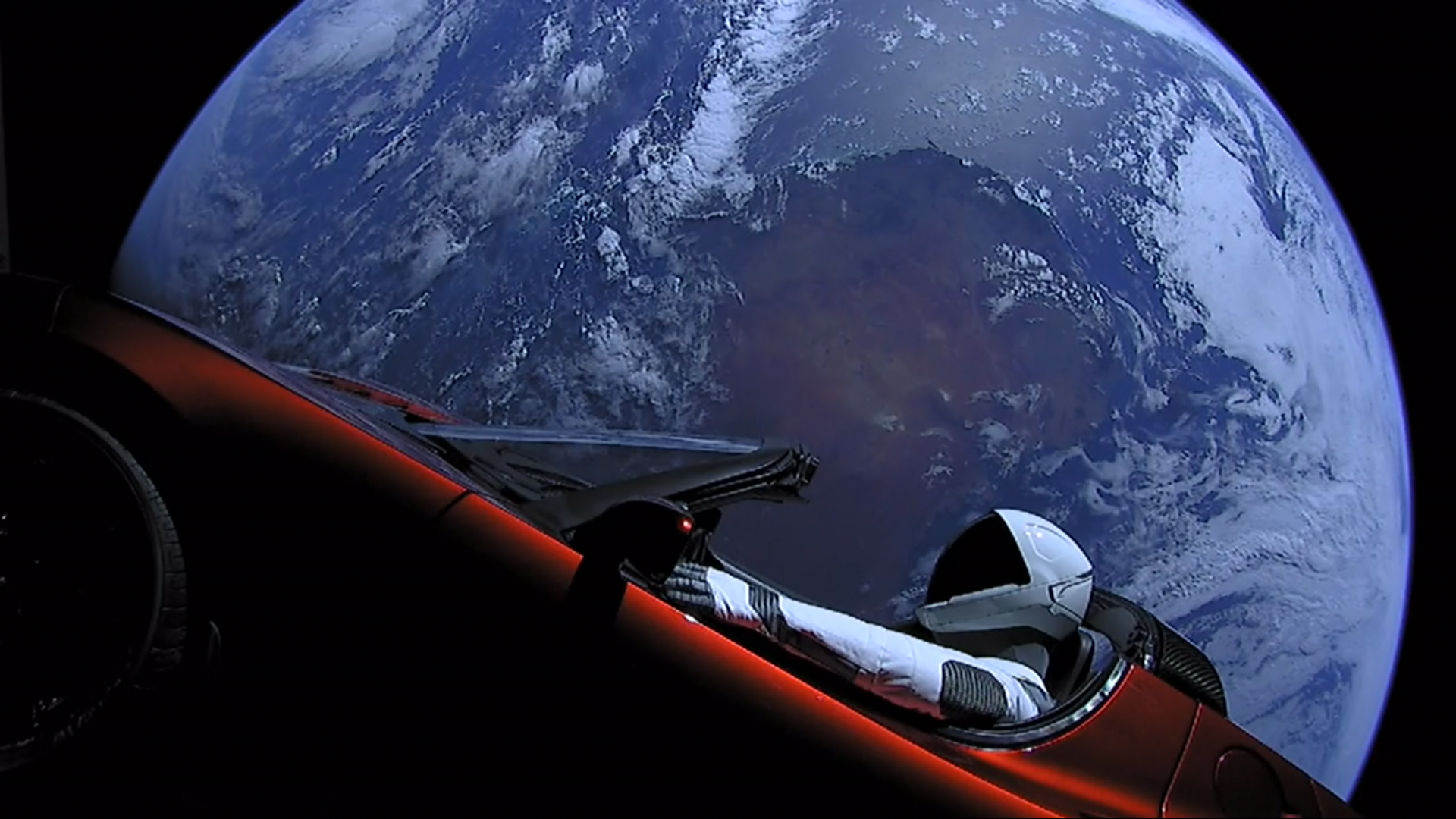
Elon Musks Tesla Roadster mit der Astronautenpuppe Starman im All

Musk nutzte die Publicity für SpaceX auch zur Präsentation von Produkten des Elektrofahrzeugherstellers Tesla, an dem er seit 2004 beteiligt ist. So beförderte er im Februar 2018 mit dem Erstflug der Rakete Falcon Heavy seinen Tesla Roadster in eine Umlaufbahn um die Sonne. Die Falcon Heavy ist seitdem die leistungsstärkste kommerziell angebotene Trägerrakete; sie kann bis zu 64 Tonnen schwere Nutzlasten in Erdumlaufbahnen befördern. Die NASA wurde zum Hauptnutzer der Falcon Heavy und beauftragte SpaceX mit dem Start schwerer Raumsonden, Raumstationsmodule, Raumfrachter und eines Weltraumteleskops (→ Liste der Falcon-Heavy-Starts). Als weitere Tesla-Werbeaktion fahren seit 2020 alle NASA-Astronauten mit Model-X-Fahrzeugen zur Startrampe des Kennedy Space Center, jeweils live übertragen im NASA TV. Die Fahrzeuge ersetzten die früheren „Astrovans“ der NASA und wurden so umgerüstet, dass die Astronauten das Klimatisierungs- und Kommunikationssystem ihrer von SpaceX entwickelten Raumanzüge dort anschließen können.
Im Dezember 2018 führte SpaceX die Mission SSO-A durch, den ersten Rideshare-Flug einer Falcon 9 zum Start zahlreicher Kleinsatelliten. Kommerzielle Rideshare-Missionen mit internationalen Nutzlasten waren bis dahin eine Domäne der russischen und der indischen Raumfahrt gewesen. Für SSO-A griff SpaceX auf die Expertise des Rideshare-Dienstleisters Spaceflight Industries zurück, der auch Starts mit indischen und russischen Raketen vermittelte. Danach legte man jedoch mit dem Transporter-Programm eine eigene Rideshare-Serie für den Start in sonnensynchrone Umlaufbahnen (SSO) auf, dem meistgefragten Ziel für Kleinsatelliten. SpaceX bot diese Starts zu nie dagewesenen „Kampfpreisen“ an und erreichte so ab dem ersten Flug Transporter-1 im Jahr 2021 eine Marktführerschaft. Mit dieser Preispolitik untergrub SpaceX auch das Geschäftsmodell zahlreicher Start-up-Unternehmen, die – beflügelt durch die Erfolge von SpaceX und teils gegründet von ehemaligen SpaceX-Mitarbeitern – mit der Entwicklung neuer Kleinraketen begonnen hatten. Die SpaceX-Präsidentin Gwynne Shotwell sagte 2019 voraus, dass keines dieser Kleinraketenprojekte überleben werde. Seitdem starteten fünf neue US-amerikanische Kleinraketen, wovon drei (Rocket 3, LauncherOne und Terran 1) bald wieder ausgemustert wurden.
Mit Transporter-1 stellte SpaceX auch einen neuen und bis heute gültigen Rekord für die größte Satellitenzahl mit einem Raketenstart auf. Mit 143 Nutzlasten auf diesem Flug überbot das Unternehmen den vorherigen Rekord von 104 Satelliten, aufgestellt durch einen Flug der indischen Rakete PSLV im Jahr 2017.

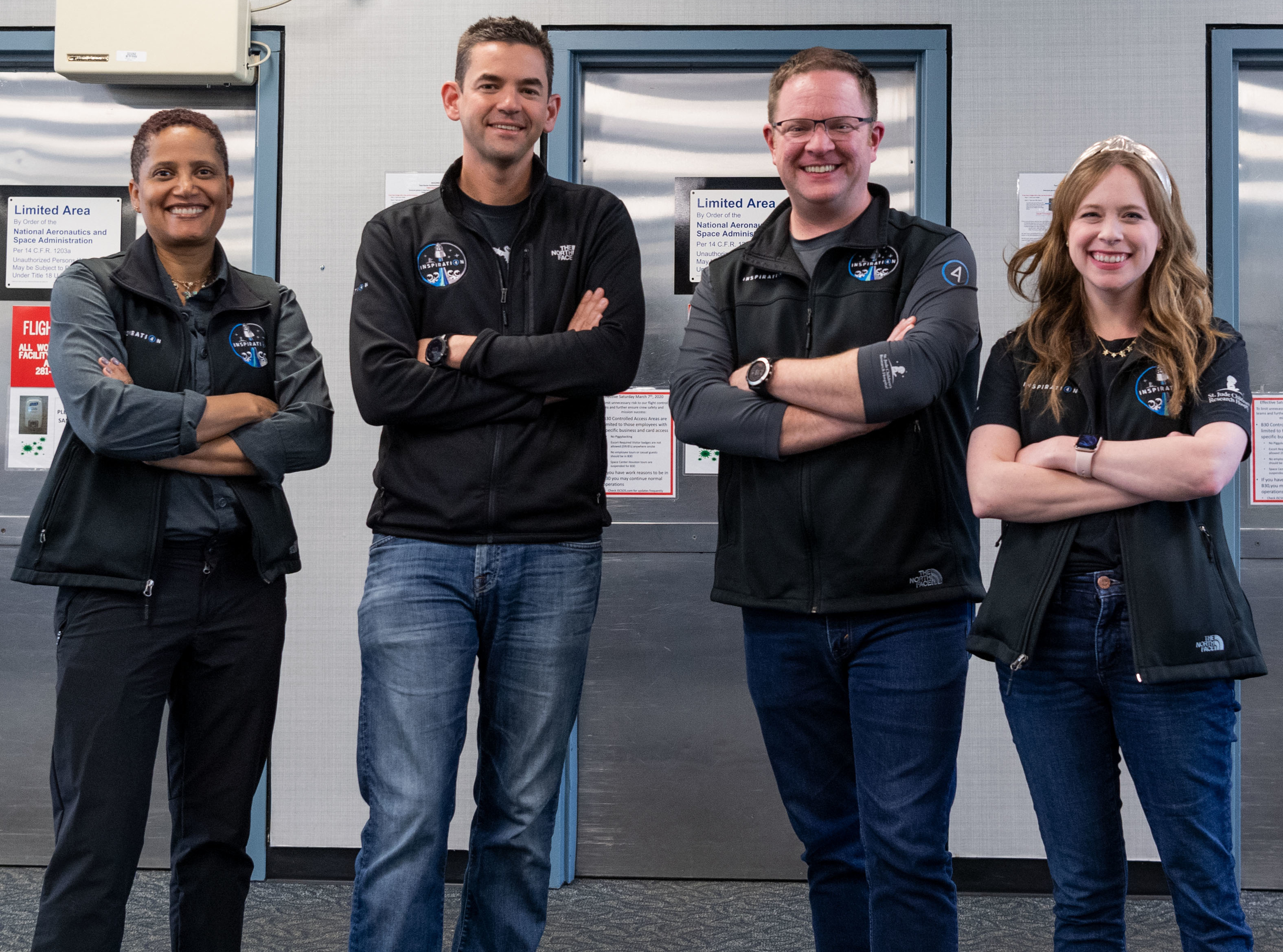
Jared Isaacman (2. v. l.) mit der Inspiration4-Crew, die ersten Dragon-Weltraumtouristen

Als weiteres Geschäftsfeld erschloss sich SpaceX den Weltraumtourismus, indem die Crew Dragon auch für privat organisierte Raumflüge bereitgestellt wurde. Damit verwirklichte das Unternehmen das Ziel des Commercial-Crew-Programms der NASA, auch einen kommerziellen Markt für bemannte Raumfahrt anzuregen. Der erste touristische, aber auch als sportliche Herausforderung und wohltätiges Projekt betriebene Dragon-Flug war die Mission Inspiration4 im Jahr 2021, organisiert und finanziert von dem Unternehmer, Milliardär und Abenteurer Jared Isaacman. Seit 2022 chartert auch das Unternehmen Axiom Space Crew-Dragon-Raumschiffe für zweiwöchige Flüge zur ISS. Letztere werden sowohl von Weltraumtouristen als auch für staatlich finanzierte Raumflüge genutzt, beispielsweise für einen Besuch zweier saudi-arabischer Raumfahrer auf der ISS im Mai 2023.
Ebenfalls im Jahr 2021 übernahm SpaceX das Unternehmen Swarm Technologies und damit dessen Spacebee-Satellitenkonstellation. Spacebee ermöglicht einen relativ preiswerten, schmalbandigen Internetzugang über Satellit an jedem Ort der Erde. Es wird insbesondere als „Internet der Dinge“ für Gerätschaften wie Landmaschinen, Energieanlagen oder Messeinrichtungen genutzt. Unternehmensübernahmen durch SpaceX sind selten, Swarm Technologies ist das zweite jemals von SpaceX gekaufte Unternehmen.

### 2018 – Starship und Starlink
Parallel zum Betrieb der Falcon 9 und des Dragon-Raumschiffs begann SpaceX in den 2010er Jahren mit dem Entwurf und der Entwicklung von Technologien, mit denen letztlich das Firmenziel der Marskolonisation verwirklicht werden soll. Hierzu zählten die Großraketenentwürfe Mars Colonial Transporter und Interplanetary Transport System sowie erste Prototypen des Triebwerks Raptor. Im Gegensatz zum Merlin-Triebwerk der Falcon-Raketen sollte das Raptor einen Treibstoff verwenden, der prinzipiell auch auf dem Mars herstellbar ist, um von dort auch wieder zur Erde zurückkehren zu können. Diese Vorarbeiten mündeten 2017 in dem Großraketenprojekt BFR, welches 2018 in Starship umbenannt wurde. Ein wesentliches Merkmal dieser Rakete ist ihre angestrebte vollständige Wiederverwendbarkeit. Dies soll im Vergleich mit der Falcon 9 und der Falcon Heavy nochmals weitaus niedrigere Transportkosten je Tonne Nutzlast ermöglichen.

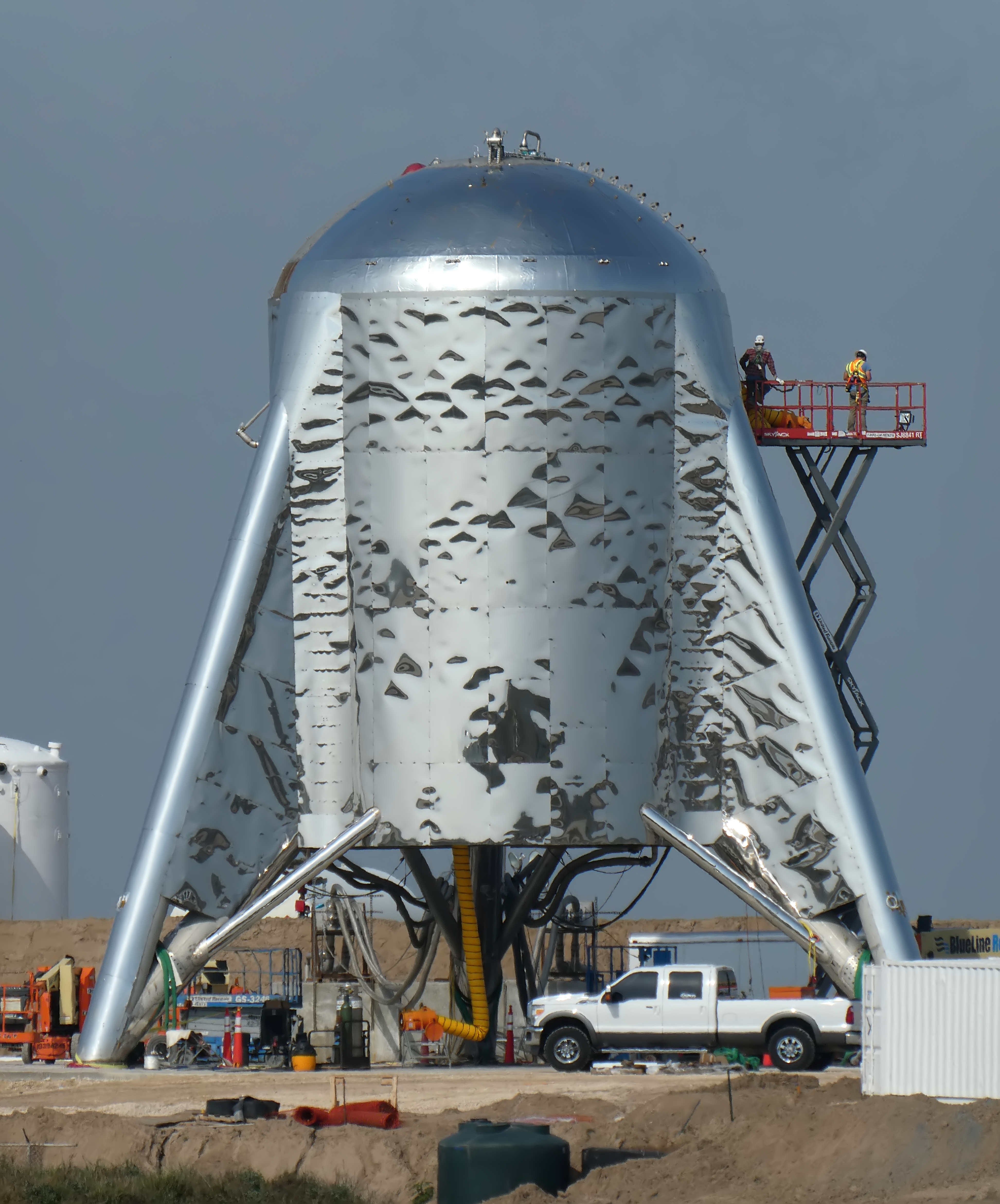
Der Starhopper, ein fliegender Prüfstand für das Raptor-Triebwerk

Für das Starship brachte SpaceX das Raptor-Triebwerk zur Einsatzreife, als weltweit erstes funktionsfähiges Vollstromverbrennungstriebwerk. Frühere Versuche in den USA und der Sowjetunion zur Entwicklung dieser hochkomplexen Triebwerkstechnik waren erfolglos geblieben. Sie soll eine geringere Belastung der Turbinen und dadurch letztlich höhere Betriebsdrücke und eine größere Leistung ermöglichen. Seit den 1980er-Jahren hatten sowjetische beziehungsweise russische Triebwerke den Rekord für den höchsten Brennkammerdruck gehalten; sie erreichten etwa 260–300 bar. 2019 war es diesbezüglich zu einem öffentlichen Streit zwischen Musk und Dmitri Rogozin, dem damaligen Leiter der russischen Raumfahrtagentur Roskosmos gekommen, nachdem Musk behauptet hatte, ein Raptor-Prototyp habe mit 268,9 bar den Betriebsdruck des russischen Triebwerks RD-180 übertroffen. Vier Jahre später vermeldete Musk einen Druck von 350 bar bei einem Raptor-Testlauf.
Bereits 2018 hatte SpaceX mit dem Bau eines eigenen Weltraumbahnhofs nahe Brownsville im Süden von Texas begonnen. Vom Sommer 2020 bis zum Frühjahr 2021 fanden dort Testflüge von Prototypen der oberen Starship-Raketenstufe statt. Sie demonstrierten verschiedene Flugmanöver, endeten jedoch zunächst in spektakulären Explosionen. Erst beim fünften Versuch gelang eine intakte Landung, woraufhin diese Tests eingestellt wurden. Stattdessen starten seit April 2023 auf dem mittlerweile Starbase genannten Gelände mehrere Suborbitalflüge von Prototypen der gesamten, zweistufigen Starship-Rakete.
Auch für das Starship erhielt SpaceX Charteraufträge für touristische Flüge. Den ersten bemannten Starship-Flug buchte Jared Isaacman für sein Polaris-Raumflugprogramm. Mit dem zweiten wollte der japanische Unternehmer und Milliardär Yusaku Maezawa auf seiner geplanten Mission „Dear Moon“ den Mond umrunden, begleitet von acht Künstlern; er sagte diesen Flug jedoch nach drei Jahren wieder ab. Mit einem weiteren Starship-Flug möchte der heute 84-jährige Dennis Tito, bekannt als erster Weltraumtourist, nochmals ins All und ebenfalls um den Mond fliegen.
Zur Finanzierung des Starship- und Marsflugprojekts begann SpaceX 2019 mit dem Aufbau des Satelliteninternet-Netzwerks Starlink, von dem sich das Unternehmen 30 Milliarden Dollar an jährlichen Einnahmen erhofft. Ende 2020 waren bereits rund 900 Starlink-Satelliten im Orbit, Ende 2021 etwa 1800. So wurde SpaceX – gemessen an der Satellitenanzahl – innerhalb von zwei Jahren zum weltgrößten Satellitenhersteller und -betreiber. Im September 2023 umfasste das System 4400 Satelliten und war in 60 Ländern auf allen sieben Kontinenten verfügbar. Bis März 2025 stieg die Satellitenzahl auf rund 7100 und die Zahl der Nutzer – nach Unternehmensangaben – auf fünf Millionen. Das System sei nun in 125 Ländern verfügbar.

### 2022 – Marktführer in der unbemannten und bemannten Raumfahrt

Falcon-Starts in den Jahren 2006–2024 (blau) im Vergleich mit anderen Raketen

Bereits 2017 löste SpaceX Arianespace als weltweiten Marktführer für kommerzielle Satellitenstarts ab. Seitdem konnte das Unternehmen seinen Marktanteil weiter ausbauen.
Vor allem durch zahlreiche Flüge mit Starlink-Satelliten startete die Falcon 9 im Jahr 2022 insgesamt 60-mal. Damit überbot sie den seit 1978 bestehenden Rekord der sowjetischen Sojus-Rakete von 45 Starts innerhalb eines Jahres. Die Falcon 9 beförderte 2022 auch mehr Nutzlastmasse in den Weltraum als jede andere Rakete. 2023 stieg die Zahl der Falcon-Starts bei noch höherer Starlink-Startfrequenz auf 96 (davon 5 Falcon Heavy, nach einer im Vorjahr). Dies entsprach 43 % aller weltweiten Orbitalraketenstarts. Mit drei Flügen der Crew Dragon absolvierte SpaceX 2023 im selben Jahr auch 43 % aller bemannten Raumflüge. 2024 stieg die Startzahl auf 134 (52 % Marktanteil).
Seit dem Herbst 2022 übernimmt SpaceX auch Starts für einige Kunden von Arianespace, seit 2024 auch für Northrop Grumman. Beide können seit der Ausmusterung ihrer Raketen Sojus-ST und Ariane 5 beziehungsweise Antares vorerst keine schweren Nutzlasten mehr befördern. Es wurden Stimmen laut, die eine Monopolisierung des Raumtransports durch SpaceX befürchten.

### 2024 – Technische Defekte bei Raketenstarts
Erstmals seit der Raketenexplosion von 2016 kam es im Januar 2023 bei einer Falcon 9 zu einem Nutzlastverlust: Mehrere Kleinsatelliten der Rideshare-Mission Transporter-6 trennten sich nicht von der oberen Raketenstufe und stürzten mit dieser zurück zur Erde. Auch beim Flug Transporter-9 im November desselben Jahres erreichten mehrere Satelliten nicht ihren Zielorbit. Es blieb ungeklärt, ob es sich dabei um eine Fehlfunktion der Rakete oder der von Dritten bereitgestellten Nutzlasthalterungen handelte. (→ Liste der Transporter-Missionen).
Seit dem 3. Quartal 2024 häufen sich technische Defekte an SpaceX-Raketen. Im Juli 2024 gingen 20 Starlink-Satelliten infolge eines Sauerstofflecks an der zweiten Raketenstufe verloren; im September verfehlte eine weitere Zweitstufe beim Deorbiting das vorgesehene Absturzgebiet im Pazifik. Die NASA ermahnte SpaceX, auf die Sicherheit bemannter Starts zu achten. Im Februar 2025 entstand erneut ein Leck an einer Falcon-9-Zweitstufe, weshalb kein kontrolliertes Deorbiting möglich war. Die Stufe stürzte zweieinhalb Wochen später über Polen und der Ukraine ab. In Polen entstanden Sachschäden durch herabfallende Trümmer.
Nach einer Serie von mehreren hundert erfolgreichen Landungen von Falcon-9-Erststufen kam es auch hierbei wieder zu Fehlschlägen. Nach einem Starlink-Start im August 2024 geriet der „Booster“ – bei seinem 23. Einsatz – während des Landeanflugs in Brand und stürzte ins Meer. Im März 2025 brannte eine Erststufe nach der Landung, wodurch ein Landebein beschädigt wurde und einknickte. Die Stufe fiel um und wurde dabei zerstört. Bei einer neu gebauten Crew-Dragon-Raumkapsel traten hingegen Probleme mit den Batterien und dem Antriebssystem auf, weshalb die NASA den bemannten Raumflug SpaceX Crew-10 kurzfristig auf eine ältere Crew Dragon umbuchen musste.
Auch die „Version 2“ (V2) des Starship, der oberen Stufe der Starship-Großrakete, erwies sich als unzuverlässig. Nach drei erfolgreichen Flügen der Version 1 schlugen die ersten drei Flüge der Version 2 wegen verschiedener technischer Defekte fehl (→ Liste der Starship-Testflüge). Die Trümmer der ersten beiden, explodierten V2-Starships gingen im Januar bzw. März 2025 über den Westindischen Inseln nieder. Zumindest im ersten Fall sollen dadurch Sachschäden auf den Turks- und Caicosinseln entstanden sein. Das vierte zu startende V2-Starship explodierte im Juni 2025 während der Vorbereitungen für einen Triebwerkstestlauf.

## Einrichtungen

### Firmenzentrale und Entwicklungszentren

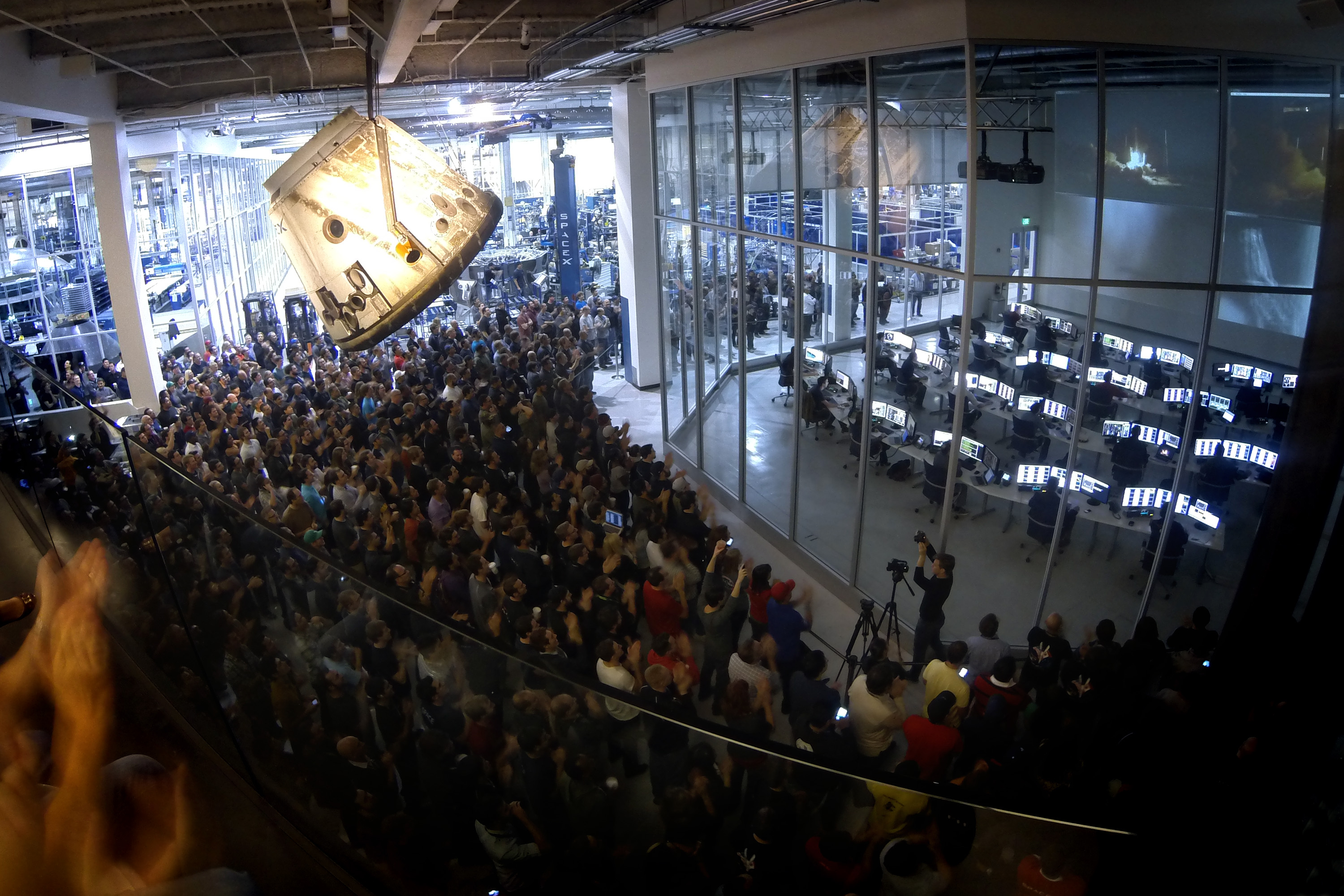
Das Missionskontrollzentrum (rechts) mit Zuschauerraum während eines Falcon-9-Starts

Die Geschäftszentrale des Unternehmens und umfangreiche Entwicklungs- und Produktionsanlagen befinden sich in Hawthorne bei Los Angeles in Kalifornien. Ferner befindet sich dort das Missionskontrollzentrum für alle SpaceX-Flüge.
Entwicklung, Produktion und Betrieb der Starlink-Satelliten sind in Redmond bei Seattle im US-Bundesstaat Washington angesiedelt. Starlink-Benutzerterminals  fertigt SpaceX seit 2024 in einer Fabrik in Bastrop bei Austin, Texas.
In McGregor, Texas betreibt SpaceX seit 2003 eine Testanlage für Raketentriebwerke und Manövrierdüsen. Hier findet auch ein Großteil der Triebwerksentwicklung statt.

### Start- und Landeeinrichtungen

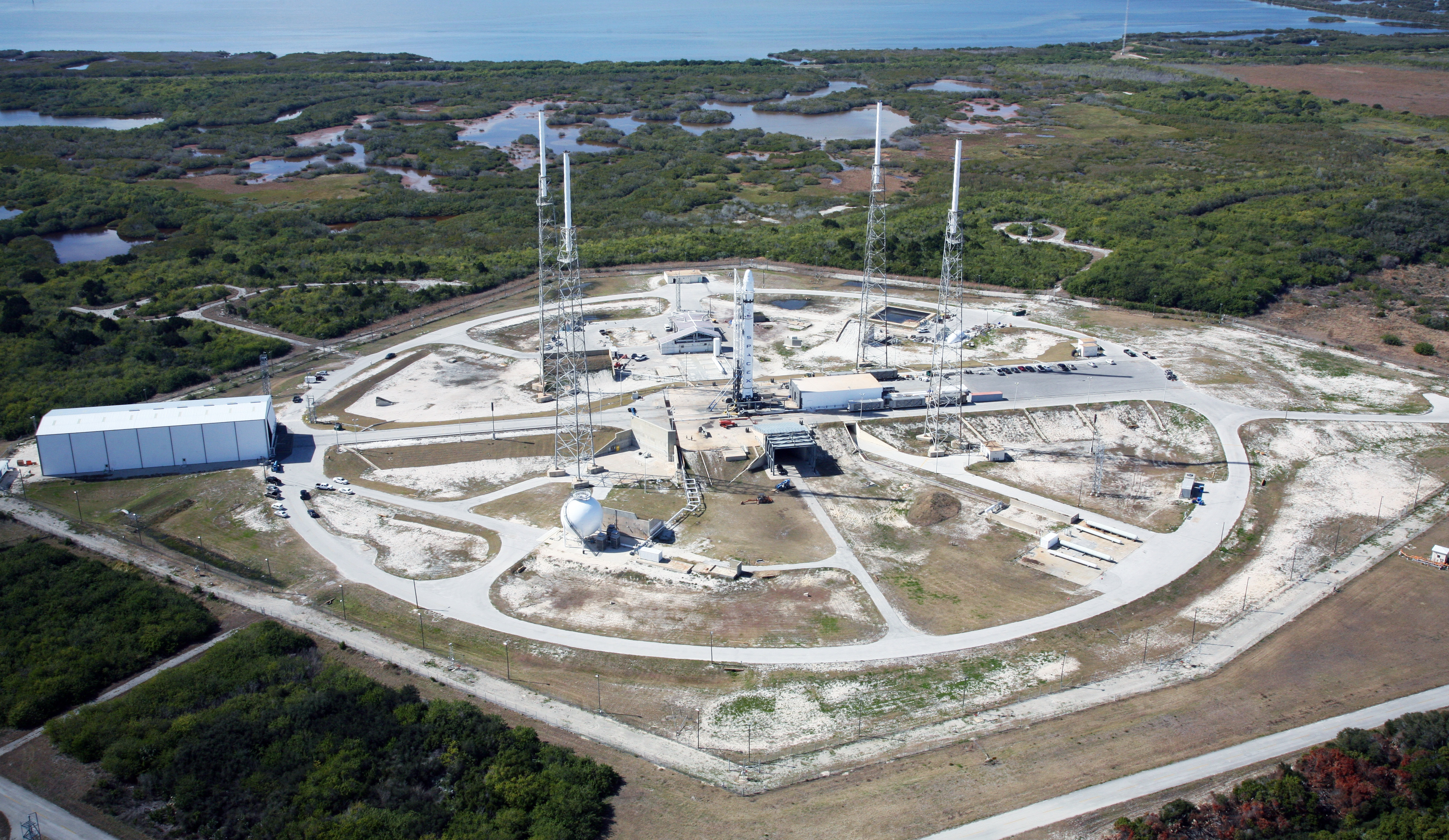
Die erste Falcon 9 auf dem SLC-40 (2010)

Alle fünf Falcon-1-Raketen wurden von der Kwajalein Missile Range auf der Marshallinsel Omelek im Pazifik gestartet.
Die Starts von Falcon-9-Raketen erfolgen entweder vom Space Launch Complex 40 (SLC-40) der Cape Canaveral Space Force Station (CCSFS), vom Launch Complex 39A (LC-39A) des benachbarten NASA-Weltraumbahnhofs Kennedy Space Centers (KSC) oder vom Space Launch Complex 4E (SLC-4E) der Vandenberg Space Force Base (VSFB) in Kalifornien. Am KSC und an der VSFB verfügt das Unternehmen über Hangars, in denen die aus Hawthorne in Kalifornien angelieferten Raketenstufen vor dem Start zusammengefügt werden und die Nutzlast montiert wird. Die Raketentransporte erfolgen auf dem Landweg, weswegen die Falcon-9-Stufen relativ schlank gebaut sind, um unter Brücken und anderen Hindernissen hindurchzupassen.
Vom LC-39A, für den SpaceX 2014 einen 20-Jahres-Mietvertrag abgeschlossen hatte, startet seit 2018 auch die Falcon Heavy. Bei der Anmietung dieses historischen NASA-Startplatzes hatte sich SpaceX gegen den Konkurrenten Blue Origin durchgesetzt, der den Platz zumindest mitnutzen wollte. Der SLC-4E in Kalifornien war bereits frühzeitig für die Falcon Heavy hergerichtet worden, jedoch änderte sich deren Design danach noch so sehr, dass sie bislang nicht in die dortige Startvorrichtung passt. Am SLC-6 desselben Weltraumbahnhofs soll ein zweiter Falcon-Startplatz hergerichtet werden, der auch für die Falcon Heavy geeignet ist.
Für Landungen der an der Ostküste gestarteten Raketenstufen betreibt SpaceX auf der CCSFS den Landing Complex 1 mit zwei Landeflächen. An der Vandenberg Space Force Base wurde am benachbarten ehemaligen Launch Complex 4W eine Landefläche gebaut. Wasserlandungen erfolgen auf schwimmenden Plattformen im Atlantik oder Pazifik, den „Autonomous spaceport drone ships“.
Bei dem Dorf Boca Chica im äußerten Süden von Texas errichtete SpaceX die Starbase, einen unternehmenseigenen Weltraumbahnhof mit angeschlossener Raketenfabrik. Seit 2020 finden dort Testflüge von Prototypen des Starship-Raketensystems statt. Am LC-39A des Kennedy Space Center ist ein zweiter Startplatz für diese Rakete im Bau. Auch eine Raketenfabrik am KSC ist in Planung. Wegen ihrer enormen Größe müssen die beiden Starship-Stufen jeweils vor Ort gefertigt werden, solange sie nicht von einem Startplatz zum anderen fliegen und dort landen können.

### Maritime Schiffsflotte

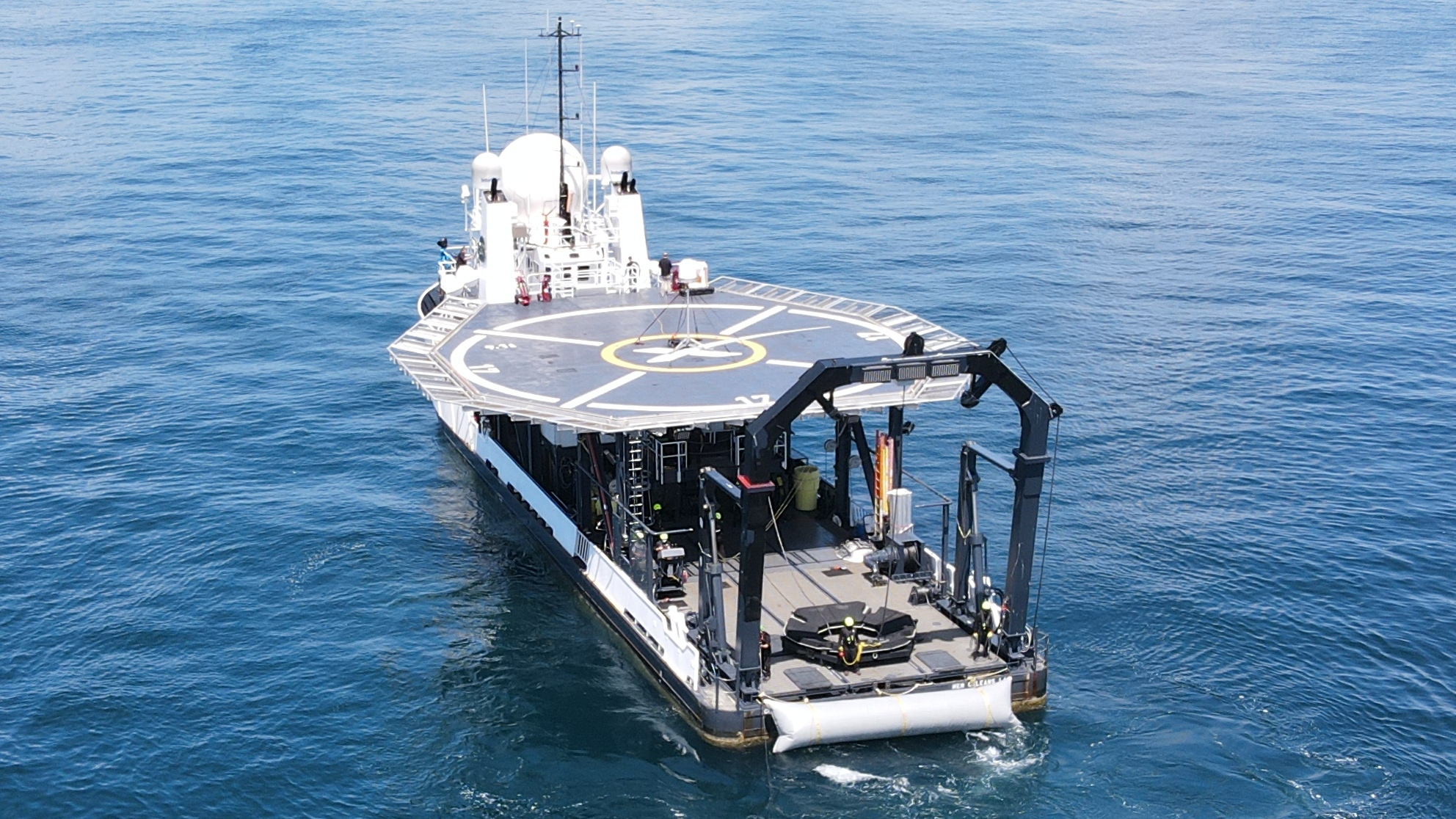
Das Dragon-Bergungsschiff Shannon

SpaceX nutzt verschiedene Schiffe zur Bergung von Raketenteilen und Raumkapseln:
- Auf den unbemannten schwimmenden Plattformen Of Course I Still Love You, Just Read the Instructions und A Shortfall of Gravitas landen Falcon-9-Erststufen. Die Schiffe sind in Florida und Kalifornien stationiert und werden jeweils aufs Meer hinaus- und zurück in den Hafen geschleppt, da vollautonomer Schiffsverkehr nicht erlaubt ist.

- Mit den Schiffen Megan und Shannon (vormals und GO Searcher und GO Navigator), benannt nach den Astronautinnen Megan McArthur und Shannon Walker, werden im Meer gewasserte Dragon-Raumkapseln geborgen.

- Die ehemaligen Versorgungsschiffe GO Ms. Tree und GO Ms. Chief wurden für Experimente zum Auffangen von Nutzlastverkleidungshälften genutzt, welche letztlich nicht erfolgreich waren.

- Die Schiffe Bob und Doug, benannt nach den ersten mit SpaceX geflogenen Astronauten Robert Behnken und Douglas Hurley, werden sowohl für die Bergung von Nutzlastverkleidungshälften als auch zum Schleppen der Landeplattformen eingesetzt.

- Weitere Schiffe wie der Crosby Skipper und die GO Beyond werden als Schlepper und zur Unterstützung der Bergungsaktionen genutzt.

### Treibstoffproduktion
SpaceX erwarb über sein 2020 gegründetes Tochterunternehmen Lone Star Mineral Development die stillgelegte südtexanische Ölquelle La Pita, um dort Erdgas zu fördern. Erdgas besteht hauptsächlich aus Methan, einer der beiden Treibstoffkomponenten für die Starship-Rakete. Ein beteiligtes Unternehmen, das sich in einem Rechtsstreit mit SpaceX um die Förderrechte befindet oder befand, berichtete, dass neues Bohr- und Fracturing-Gerät auf das Gelände gebracht worden sei.
Auf der South Texas Launch Site begann Anfang 2021 die Installation einer Luftdestillationsanlage zur Gewinnung von Sauerstoff, der zweiten Treibstoffkomponente. Seit Herbst 2023 wird diese Anlage wieder abgebaut.

## Produkte

### Falcon 1

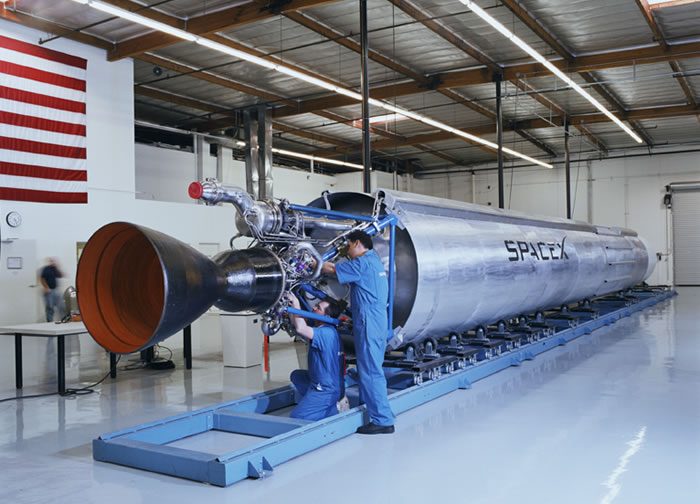
Fertigung einer Falcon 1 (2006)

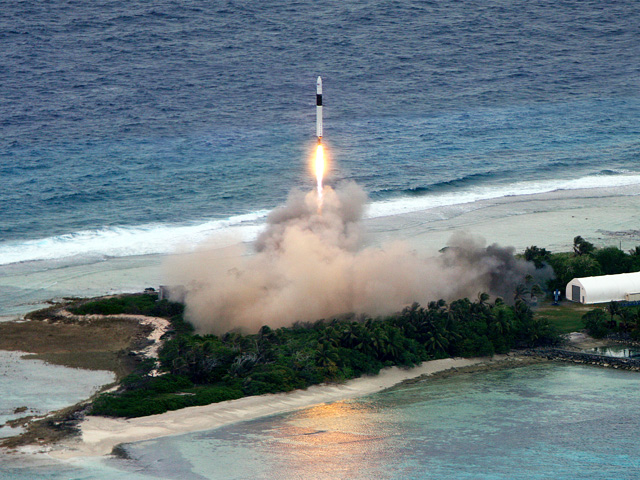
Letzter Falcon-1-Start (2009)

Elon Musk beschrieb die Falcon 1 als einen Kompromiss zwischen einer kleinen Rakete, die mit den vorhandenen Finanzmitteln realisierbar war, und einer zumindest so großen Rakete, dass sie sinnvolle Nutzlasten in eine Erdumlaufbahn bringen konnte. Dementsprechend wurde sie als leichte Trägerrakete für einige hundert Kilogramm Nutzlast ausgelegt und mit selbst entwickelten Triebwerken versehen, die nach dem relativ unkomplizierten Gasgeneratorverfahren arbeiteten. (Diese Triebwerkstechnik behielt SpaceX auch für die Falcon 9 und die Falcon Heavy bei, reizte sie dort aber bis an die Grenzen der prinzipiell erreichbaren Leistungsfähigkeit aus.) Den Namen der Rakete erklärte Musk als Anspielung auf den Raumfrachter Millennium Falcon in den Star-Wars-Filmen.
Als Zieltermin für den ersten Testflug der Falcon 1 gab Musk den November 2003 vor. Nach mehreren Terminverschiebungen startete sie schließlich am 24. März 2006. Der Flug endete mit dem Absturz der Rakete infolge eines Treibstofflecks und des dadurch ausgelösten Brandes. Da die Nutzlast des Flugs von der United States Air Force gestellt wurde, war das US-Verteidigungsministerium an der Unfalluntersuchung beteiligt.
Beim zweiten Testflug im März 2007 geriet die Rakete in starke Rotation. Die zweite Raketenstufe stieß daher während der Stufentrennung mit ihrer Triebwerksdüse gegen den oberen Rand der Erststufe, flog jedoch zunächst problemlos weiter. Dann geriet sie in Schwingungen, wodurch die Treibstoffzufuhr des Triebwerks unterbrochen wurde und dieses ausfiel. Die Rakete erreichte eine Höhe von 289 Kilometern, bevor sie abstürzte und ins Meer fiel. Auch beim dritten Testflug im August 2008 kollidierten beide Stufen während des Trennungsvorgangs, diesmal weil das Erststufentriebwerk etwas länger als erwartet brannte. Die Rakete geriet daraufhin außer Kontrolle.
Der vierte Flug einer Falcon 1 am 28. September 2008 glückte; die Rakete setzte eine 165 kg schwere Probenutzlast in einen 644 km hohen Orbit aus. Mit dem fünften und letzten Start absolvierte die Falcon 1 am 14. Juli 2009 ihren einzigen kommerziellen Einsatz; sie brachte den malaysischen Erdbeobachtungssatelliten RazakSAT in eine etwa 675 km hohe Erdumlaufbahn.

### Falcon 5

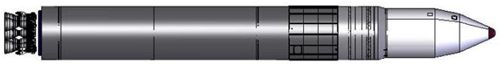
Zeichnung der Falcon 5 (ursprüngliche Konfiguration)

Die Falcon 5 – auch Falcon V genannt – war eine geplante Rakete, die auf der Technik der Falcon 1 basieren sollte. Die erste Stufe sollte von fünf Merlin-Triebwerken angetrieben werden. Mit Hilfe von Fallschirmen sollte sie – so wie es auch für die Falcon 1 anfangs geplant war – zur Erde zurückkehren, um wiederverwendet zu werden. Durch den Einsatz von fünf Triebwerken sollte die Rakete auch beim Ausfall eines Triebwerks ihre Mission erfüllen können. Die zweite Stufe wäre von einem modifizierten Merlin-Triebwerk angetrieben worden, das mit einer vergrößerten Ausströmdüse für den Betrieb im Fast-Vakuum optimiert gewesen wäre. Die Falcon 5 sollte von Cape Canaveral aus 6020 kg in eine 200 km hohe Umlaufbahn befördern können, womit sie in der Leistungsklasse der Rakete Delta II gelegen hätte.
Nach der Bekanntgabe der Pläne zur Entwicklung der Falcon 9 änderte SpaceX zunächst die Konfiguration der Falcon 5. Die Falcon 5 sollte eine modifizierten Erststufe der Falcon 9 verwenden und eine Nutzlast von 4100 kg befördern können. Im Zuge der Entwicklung der Falcon 9 wurde schließlich auf die Falcon 5 verzichtet.

### Falcon 9

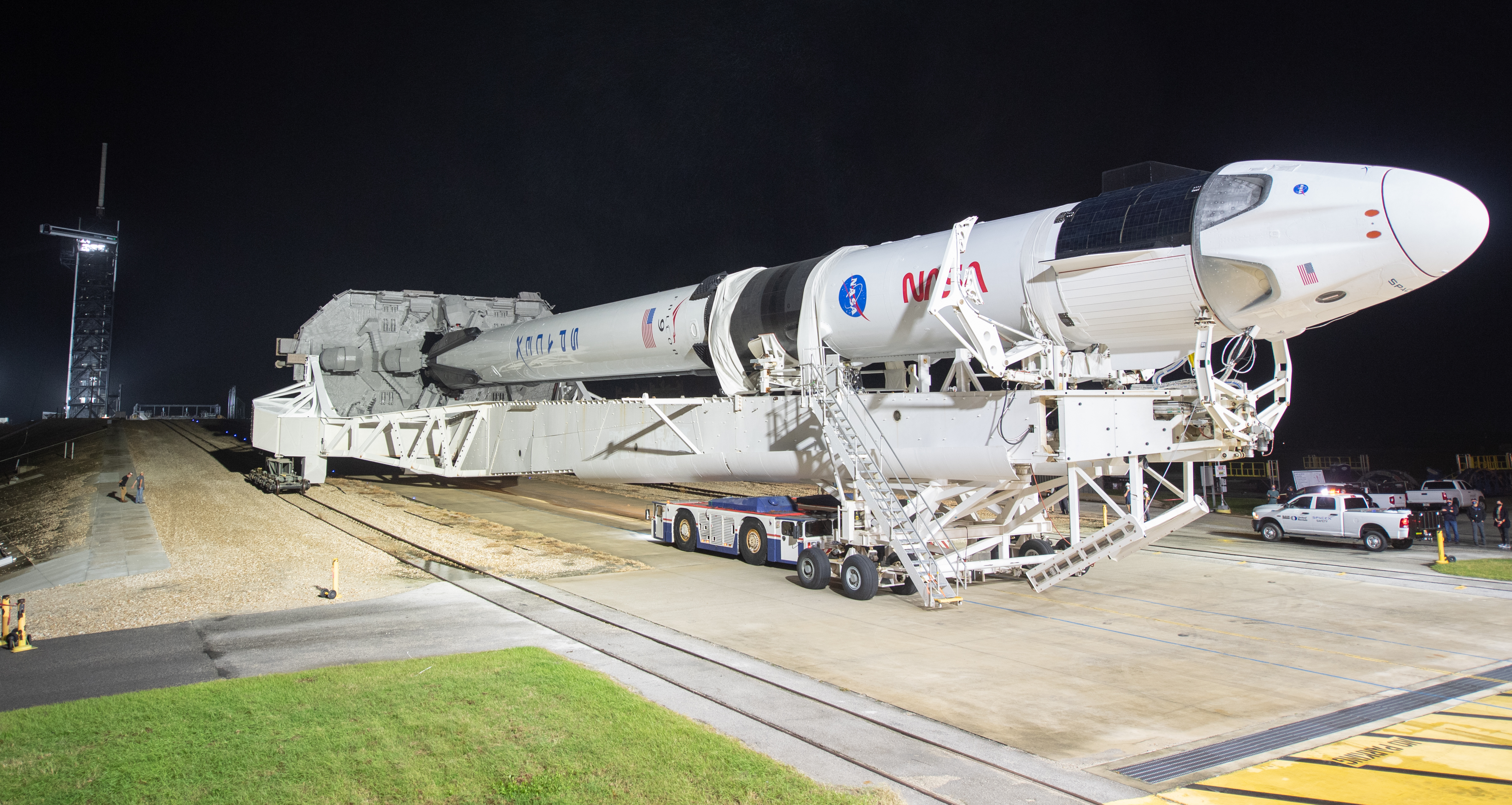
Eine Falcon 9 mit Crew Dragon wird zum Startplatz gerollt

Die Falcon 9 ist eine zweistufige Trägerrakete für bis zu 23 Tonnen Nutzlast. Sie ging in den späten 2000er Jahren aus dem NASA-Programm Commercial Orbital Transportation Services zur privaten Versorgung der ISS hervor; die Entwicklung wurde von der NASA mitfinanziert und betreut. Am 4. Juni 2010 fand der Falcon-9-Jungfernflug statt, am 8. Oktober 2012 der erste Start eines Dragon-Raumschiffs zur ISS. Die Rakete und ihre Merlin-Triebwerke wurden danach kontinuierlich weiterentwickelt, bis mit der Version „Block 5“ die finale und leistungsstärkste Ausbaustufe erreicht und die Rakete zuverlässig wiederverwendbar war. Danach zog Musk die Ingenieure für das Starship-Projekt ab.
Neben den Dragon-Starts wird die Falcon 9 auch zum Start von privatwirtschaftlichen und staatlichen Nutzlasten verwendet. SpaceX entwickelte sich damit zu einem direkten Konkurrenten von etablierten Startanbietern wie International Launch Services, Arianespace und der United Launch Alliance. Durch niedrigere Preise bei gleicher Zuverlässigkeit verdrängte SpaceX die Mitbewerber weitgehend aus dem Markt für kommerzielle Satellitentransporte. Möglich wurde dies durch die Wiederverwendung der Erststufe und durch einen stetigen Zufluss an Investorenkapital zur Finanzierung der übrigen Projekte.
Mit Stand Ende 2023 hat die Falcon 9 insgesamt 285 Starts absolviert. Dabei kam es zu nur drei Zwischenfällen durch Fehlfunktionen der Rakete. Neben den beiden Unfällen von 2015 und 2016, bei denen jeweils die Rakete und ihre Nutzlast zerstört wurden, schaltete sich während eines Starlink-Satellitenstarts am 18. März 2020 eines der neun Hauptstufentriebwerke ab. Die Falcon 9 kann – wie es bereits für die Falcon 5 geplant war – den Ausfall eines ihrer Hauptstufentriebwerke verkraften. Sie brachte die Starlink-Satelliten in die geplante Umlaufbahn; nur der Landeversuch der Erststufe schlug fehl. Als Ursache des Zwischenfalls wurde ermittelt, dass Reste der Reinigungsflüssigkeit Isopropanol in einem Sensorschacht des Triebwerks verblieben waren und sich während des Flugs entzündet hatten.
Bei den 285 Einsätzen gelangen 242 von 251 Landeversuchen. 159-mal wurde eine Falcon-9-Erststufe wiederverwendet.

### Falcon Heavy

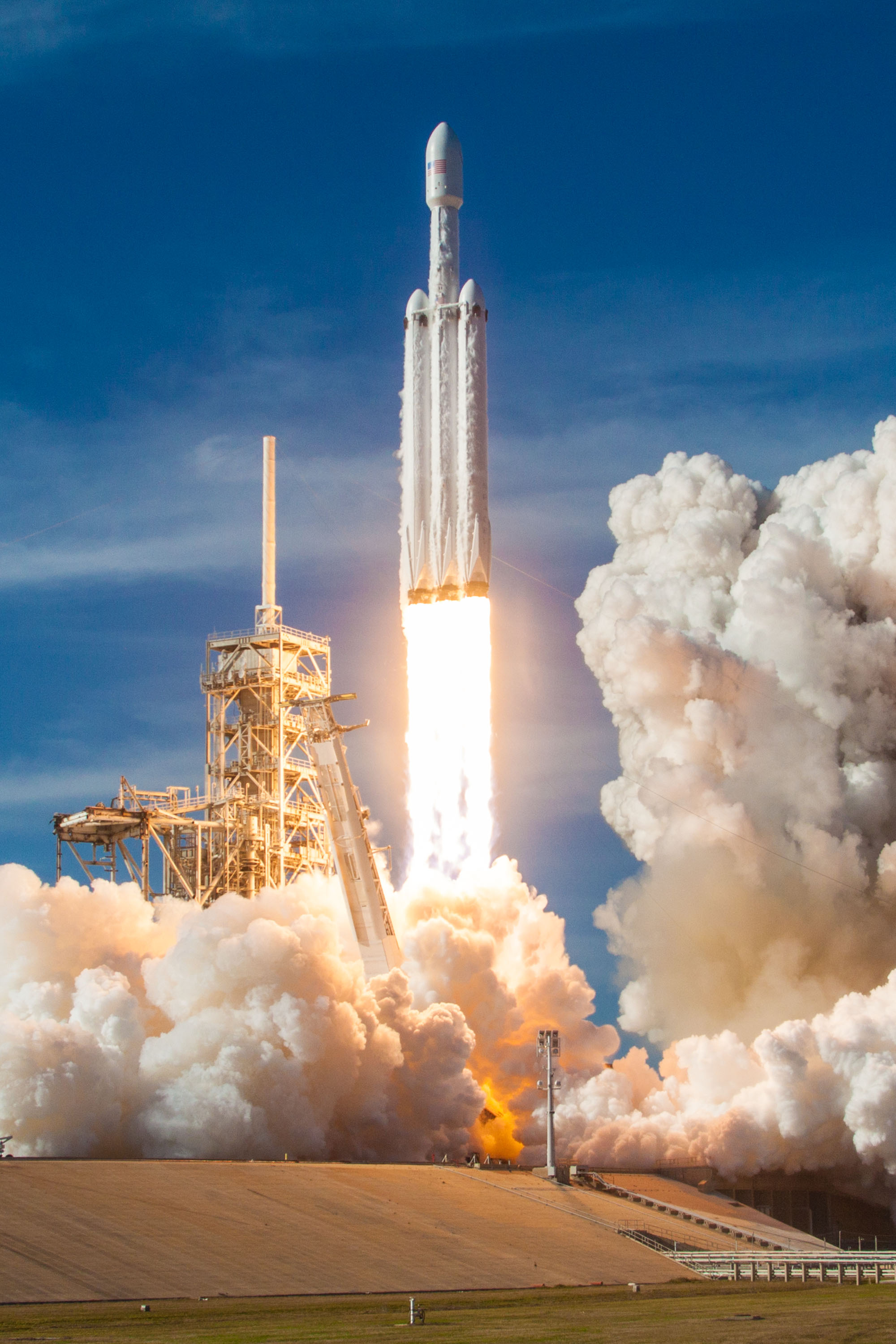
Erster Start der Falcon Heavy, 2018

Die Falcon Heavy ist mit einer Transportkapazität von etwa 64 Tonnen die weltweit stärkste kommerziell verfügbare Trägerrakete. Übertroffen wird ihre Leistung nur durch das etwa zwei Milliarden US-Dollar teure, nicht wiederverwendbare Space Launch System von Boeing und Northrop Grumman. Hauptkunde für Falcon-Heavy-Starts ist die NASA; daneben wurden auch Starts vom US-amerikanischen Militär und für besonders schwere kommerzielle Satelliten gebucht.
Bereits Mitte der 2000er Jahre hatte SpaceX die Entwicklung einer gegenüber der Falcon 9 wesentlich stärkeren Rakete mit zwei zusätzlichen Boostern geplant. Das Projekt erwies sich als unerwartet komplex und verzögerte sich zusätzlich durch die Falcon-9-Explosion im September 2016. Am 6. Februar 2018 erfolgte schließlich mit fünf Jahren Verspätung der Erstflug der Falcon Heavy. Sie besteht aus drei modifizierten Falcon-9-Erststufen mit insgesamt 27 Merlin-Triebwerken sowie einer Falcon-9-Oberstufe. Die drei Erststufen sind wiederverwendbar. Bei den meisten bisherigen Flügen landeten aber nur jeweils zwei davon (die beiden seitlich angebrachten „Booster“), weil so viel Treibstoff der mittleren Stufe für die Beschleunigung der Nutzlast benötigt wurde, dass nicht genügend davon zum Abbremsen während einer Landung übrig blieb.
Ein anfangs geplanter Einsatz der Falcon Heavy für bemannte touristische Missionen und Marsflüge wurde nicht realisiert. SpaceX verzichtete auf die aufwändige Zertifizierung der Rakete für bemannte Missionen zugunsten der Entwicklung des Starship.

### Dragon

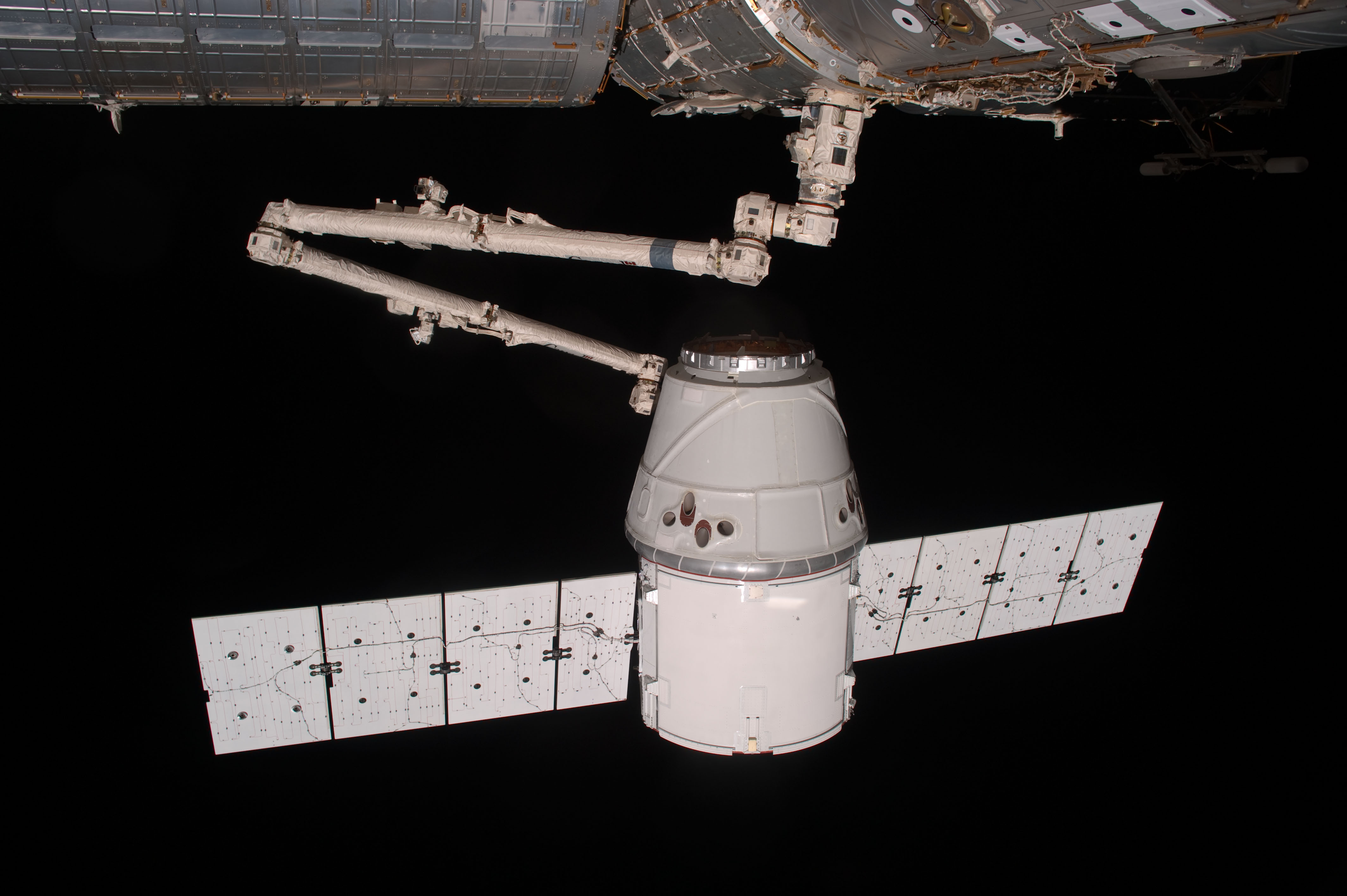
Dragon-Kapsel beim ersten Andockmanöver an die ISS, 2012

Ebenfalls in Eigenregie, aber im Auftrag der NASA, wurde der wiederverwendbare Dragon-Raumfrachter konzipiert, gebaut und erprobt. Er konnte anfangs 2,5 Tonnen Fracht transportieren, später mit stärkeren Versionen der Falcon 9 bis zu 6 Tonnen. Am 8. Dezember 2010 startete die erste Dragon-Kapsel als erstes privat gebautes und betriebenes Raumschiff auf einer Falcon 9 ins All. Nach etwa drei Stunden Flug wasserte sie im Pazifischen Ozean.
Damit wurde erstmals die Fähigkeit demonstriert, ein ISS-Versorgungsraumschiff zu landen.
Im Mai 2012 fand mit der COTS-2-Mission der erste Flug einer Dragon zur ISS statt. Das Raumschiff transportierte 520 kg Fracht zur Raumstation und landete mit über 600 kg an nicht mehr benötigten Ausrüstungsgegenständen wieder auf der Erde.
Von Oktober 2012 bis März 2020 absolvierte die Dragon regelmäßige Versorgungsflüge zur ISS. Beim achten dieser Einsätze am 28. Juni 2015 ereignete sich der einzige Unfall mit einer Dragon: Die Falcon-9-Trägerrakete brach infolge eines Strebenversagens auseinander, sodass die Raumkapsel ins Meer stürzte; dabei gingen 1,8 Tonnen Fracht für die ISS verloren. Von der Mission CRS-13 im Dezember 2017 bis zur Abschlussmission CRS-20 setzte SpaceX nur noch gebrauchte Dragon-Kapseln ein.
Die Dragon war während ihrer Betriebszeit das einzige Frachtsystem, das auch große Nutzlasten von der ISS zurück zur Erde bringen konnte. Andere Frachtraumschiffe wie HTV und Progress verglühten auf ihrem Rückweg in der Atmosphäre.

### Dragon 2

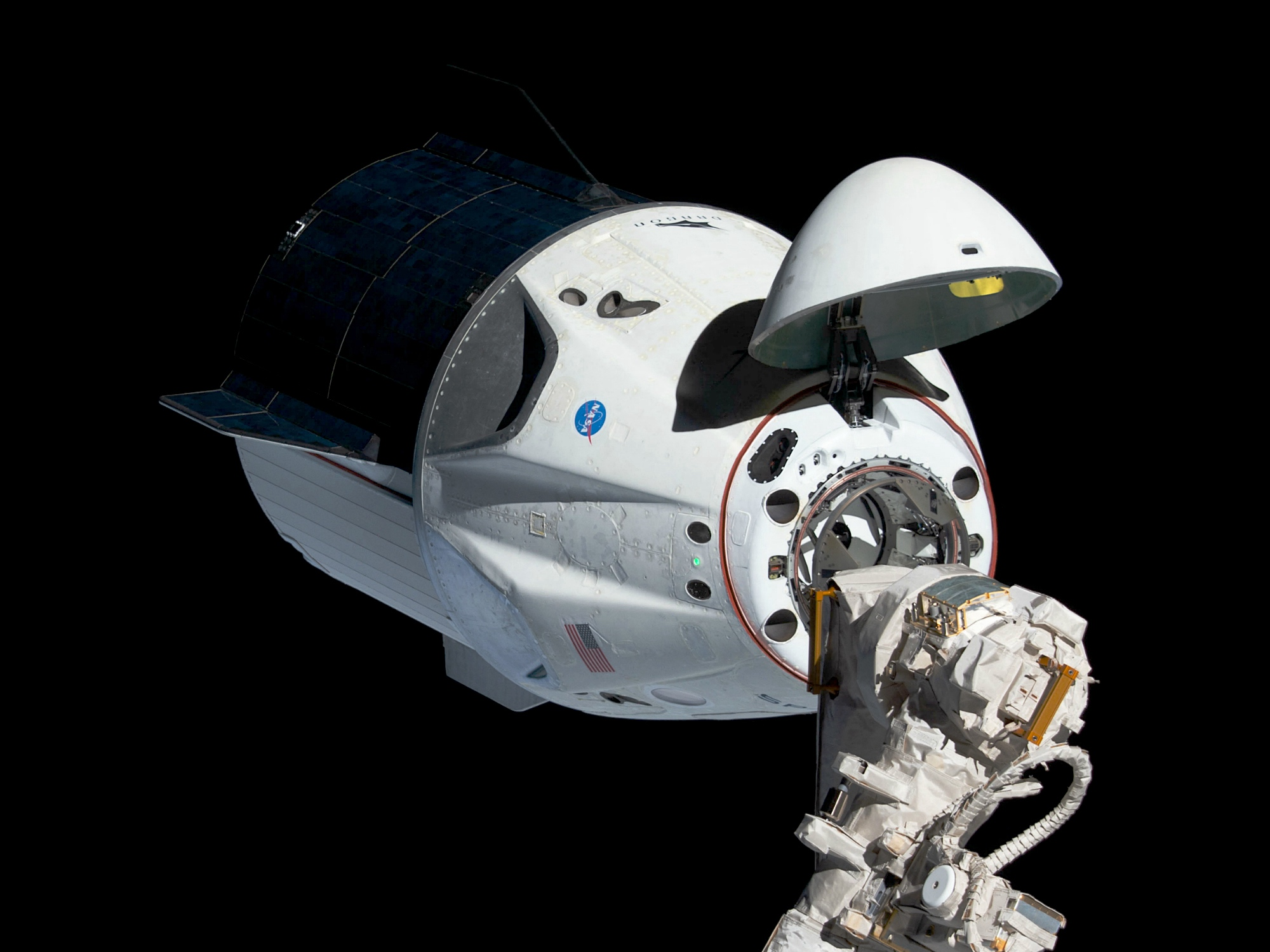
Die erste Crew Dragon im Anflug auf die ISS, 2019

Das Raumschiff Dragon 2 ersetzt seit 2020 die Dragon. Es wird in zwei Varianten gebaut: der Crew Dragon zum kombinierten Transport von Raumfahrern und Fracht und der Cargo Dragon 2 als reinem Frachter. Wie bereits das Vorgängermodell ist die Dragon 2 wiederverwendbar, um die Herstellkosten pro Flug zu begrenzen.
Der erste unbemannte Testeinsatz einer Crew Dragon fand im März 2019 als Mission SpX-DM1 statt. Am 30. Mai 2020 startete die erste bemannte Crew Dragon 2 als Mission SpX-DM2 mit den NASA-Astronauten Douglas Hurley und Robert Behnken. Die erste Cargo Dragon 2 brachte im Dezember 2020 Fracht zur ISS. Mit diesen Terminen übertrumpfte SpaceX den Boeing-Konzern, dessen deutlich teurere Raumkapsel CST-100 Starliner erst im Mai 2022 einen ersten unbemannten Testflug zur ISS unternahm und frühestens 2025 in den Regelbetrieb gehen kann.
Die Crew Dragon ist das erste Raumschiff mit Touchscreen-Bedienung und die erste Raumkapsel, die mit mehr als drei Personen startete (ab dem Flug SpaceX Crew-1 im November 2020 mit vier Astronauten). Die einfache Bedienung ermöglicht auch Flüge ohne professionell ausgebildete Raumfahrer, was erstmals im September 2021 mit der Mission Inspiration4 demonstriert wurde. Pilotin des grundsätzlich automatisierten Flugs war die Wissenschaftskommunikatorin, Künstlerin und Geologieprofessorin Sian Proctor.

### Dragon XL

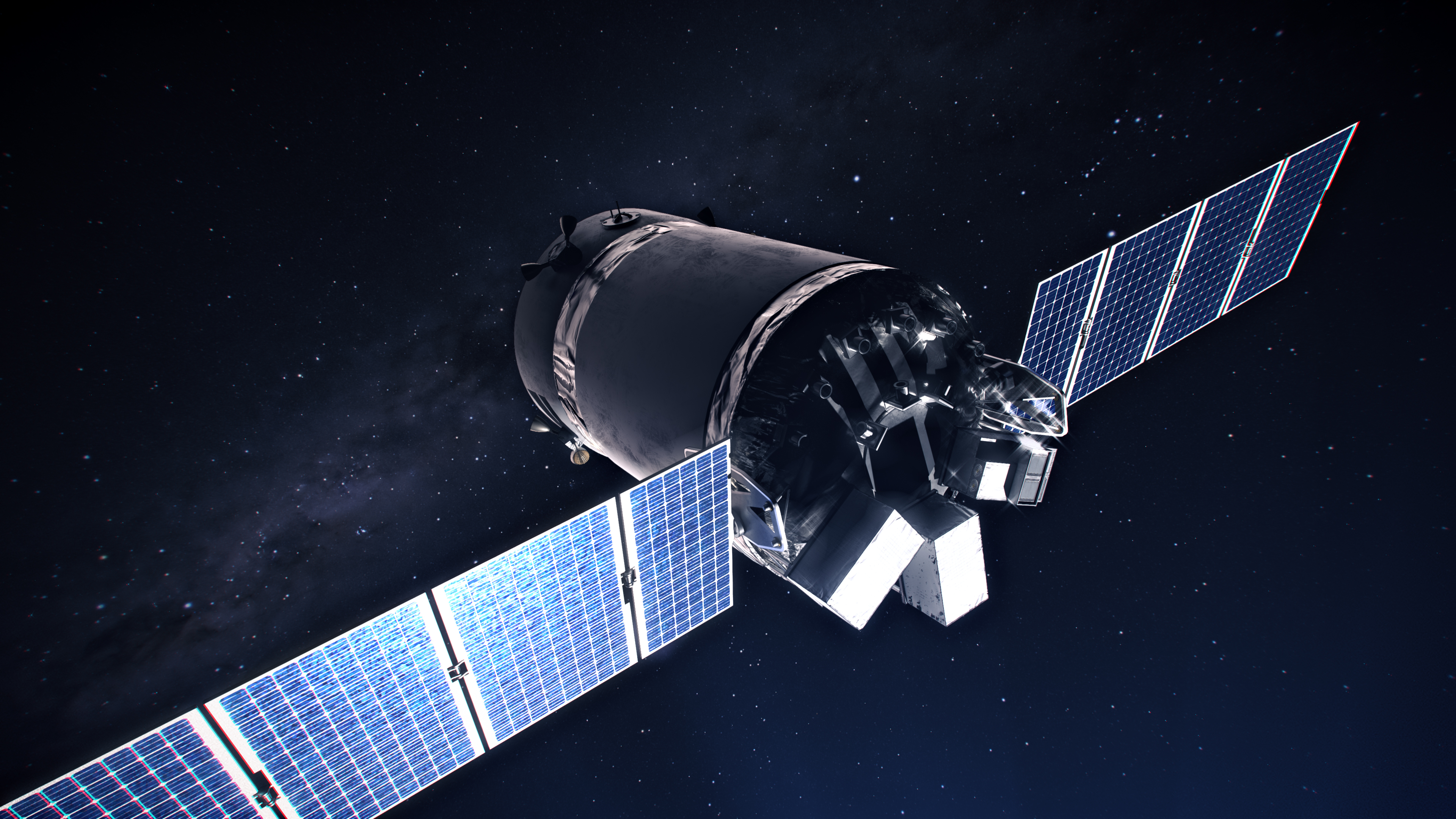
Künstlerische Darstellung einer Dragon XL

Im März 2020 erhielt SpaceX von der NASA den Auftrag zur Entwicklung der Dragon XL, einer vergrößerten, nicht wiederverwendbaren Variante des Frachtraumschiffs Cargo Dragon 2. Sie soll ab den späten 2020er Jahren die Mond-Raumstation Lunar Orbital Platform-Gateway mit bis zu 5 Tonnen Material je Flug versorgen. Als Trägerrakete soll die Falcon Heavy verwendet werden. Die NASA beauftragte zunächst zwei dieser „Gateway-Logistics-Service“-Missionen. Es ist geplant, dass die Dragon XL jeweils für 6 bis 12 Monate am Gateway angekoppelt bleibt. Eine Rückkehr zur Erde ist nicht vorgesehen.

### U.S. Deorbit Vehicle
Im Juni 2024 beauftragte die NASA SpaceX mit dem Bau des Raumschleppers United States Deorbit Vehicle (USDV). Der Schlepper soll nach dem Betriebsende der Internationalen Raumstation verwendet werden, um diese kontrolliert zum Absturz zu bringen. Die USA möchten dadurch unabhängig von russischen Progress-Raumschiffen sein, mit denen ebenfalls ein Deorbiting der Station möglich wäre. Das USDV wird auf einer gebrauchten Cargo Dragon 2 basieren, die mit zusätzlichen Tanks und Draco-Triebwerken ausgestattet wird. Dabei soll auch Technik zum Einsatz kommen, die für die Dragon XL entwickelt wird. Die Startmasse des USDV soll 30 Tonnen betragen, davon etwa 16 Tonnen Treibstoff.

### Starship

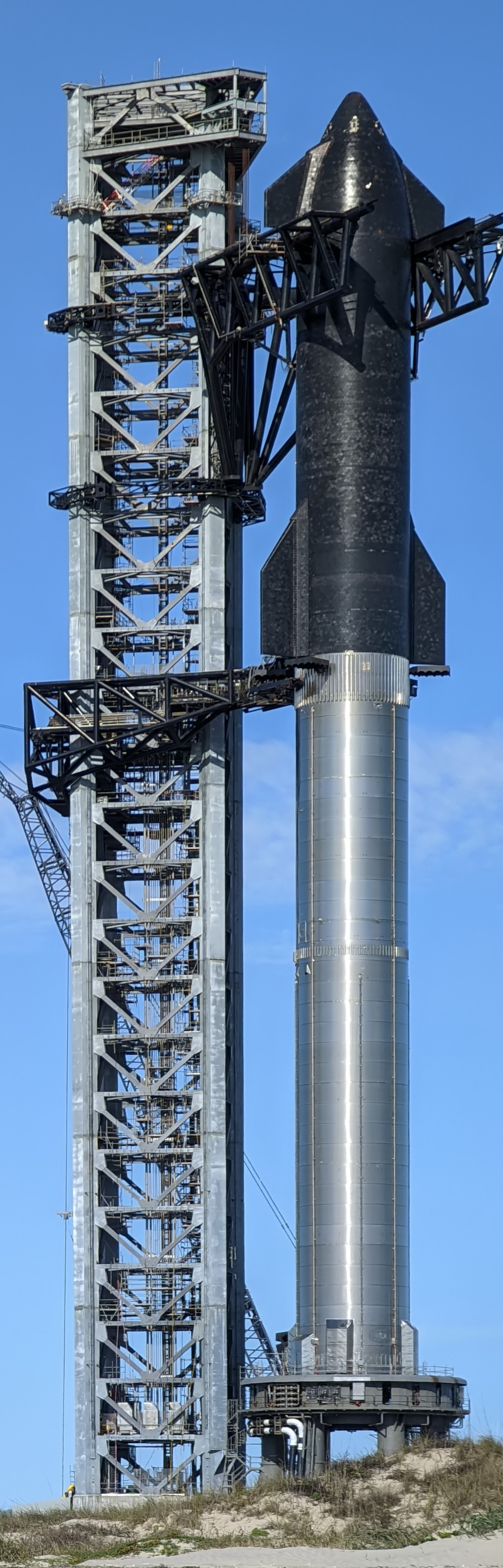
Prototyp der Rakete auf dem Startplatz (2022)

Starship ist ein Projekt zur Entwicklung der bislang größten und leistungsstärksten Trägerrakete, das aus Entwürfen aus den 2010er Jahren zur Ermöglichung der Marskolonisation hervorging. Die Rakete soll über 121 Meter hoch werden, einen Durchmesser von neun Metern haben und beim Start mehr als 5000 Tonnen wiegen. Ihr angestrebter Startschub ist mit über 85.000 kN mehr als doppelt so groß wie der der bislang stärksten eingesetzten Rakete, dem Space Launch System des Artemis-Mondflugprogramms.
Die beworbene Transportkapazität des Starship beträgt 100–150 Tonnen für 500 Kilometer hohe Erdumlaufbahnen. Nach mehrfachem Auftanken im niedrigen Erdorbit soll die gleiche Masse an Ladung in eine geostationäre Transferbahn oder zum Mond oder Mars transportiert werden können. Die beiden Stufen der Rakete – genannt Starship und Super Heavy – sollen nach ihrem Einsatz zum Startplatz zurückfliegen können, um dort in Fangarmen zu landen und nach kurzer Zeit für einen weiteren Flug bereitzustehen. Durch diese vollständige Wiederverwendbarkeit bei geringem Wartungsaufwand sollen nochmals weitaus niedrigere Transportkosten je Tonne Nutzlast erreicht werden als mit der Falcon 9. Wahlweise soll ohne Wiederverwendung der Start von bis zu 250 Tonnen Nutzlast möglich sein.
Seit April 2023 finden Testflüge von ersten Prototypen der Starship-Rakete statt. Diese Prototypen sind 120–121 Meter hoch, haben einen Durchmesser von 9 Metern und verfügen über 33 Raptor-Triebwerke in der ersten und sechs in der zweiten Stufe. Sie können aber noch keine Nutzlast transportieren. Durch eine schrittweise Weiterentwicklung mit stärkeren Triebwerken, einer leichteren Bauweise und größeren Tanks soll die Rakete die beworbene Transportleistung erreichen. Auch dem Ziel der Wiederverwendung möchte sich SpaceX – wie bei der Falcon 9 – schrittweise nähern.
Wenn die Starship-Rakete einsatzbereit ist, soll sie zunächst für den Start von Satelliten genutzt werden. Als weitere Verwendung sind bemannte Flüge geplant. 2021 wählte die NASA das Starship als Landeeinheit für die ersten geplanten Mondmissionen im Rahmen ihres Artemis-Programms. Eine spezielle Version des Starship solle 2024 die nächsten Menschen auf den Mond bringen. Es folgten weitere Aufträge für touristische Flüge und für einen kommerziellen Satellitenstart. Als erste Starship-Nutzlast kündigte SpaceX den Start von Starlink-Satelliten ab 2022 an.

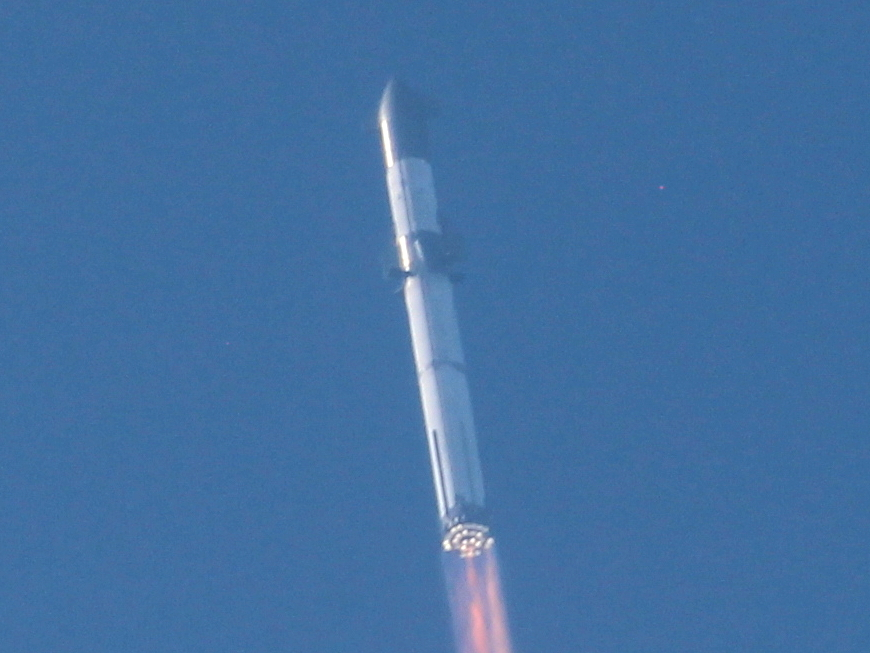
Erster Start der Starship-Rakete am 20. April 2023

Der Zeitplan für diese Flüge erwies sich als zu ambitioniert; bis März 2025 startete noch kein Satellit mit einem Starship. Vor dem ersten bemannten Flug möchte die SpaceX-Präsidentin Gwynne Shotwell das Starship mit mindestens 100 unbemannten Starts erproben. Eine erste bemannte Marsmission – anfangs von Musk für 2024 in Aussicht gestellt – wird mittlerweile für die frühen 2030er Jahre angestrebt.
Gestartet wird zunächst vom firmeneigenen Weltraumbahnhof Starbase im texanischen Boca Chica.  Die ersten drei Testflüge von dort endeten jeweils mit einer Zerstörung beider Raketenstufe. Beim vierten Flug im Juni 2024 absolvierten beide Stufen erstmals die volle geplante Flugbahn und landeten kontrolliert im Wasser. Beim fünften Flug vier Monate darauf gelang erstmals eine Landung der Erststufe in einer Auffangvorrichtung am Startturm, was letztlich eine schnelle Wiederverwendung ermöglichen soll. Mit Stand März 2025 gelang jedoch – wegen Treibstofflecks und Hitzeschildproblemen – noch kein unbeschädigter Flug der Zweitstufe, und es wurde noch kein Orbitalstart versucht.
Ein zweiter Starship-Startplatz ist auf dem NASA-Weltraumbahnhof Kennedy Space Center in Florida geplant.

### Starlink

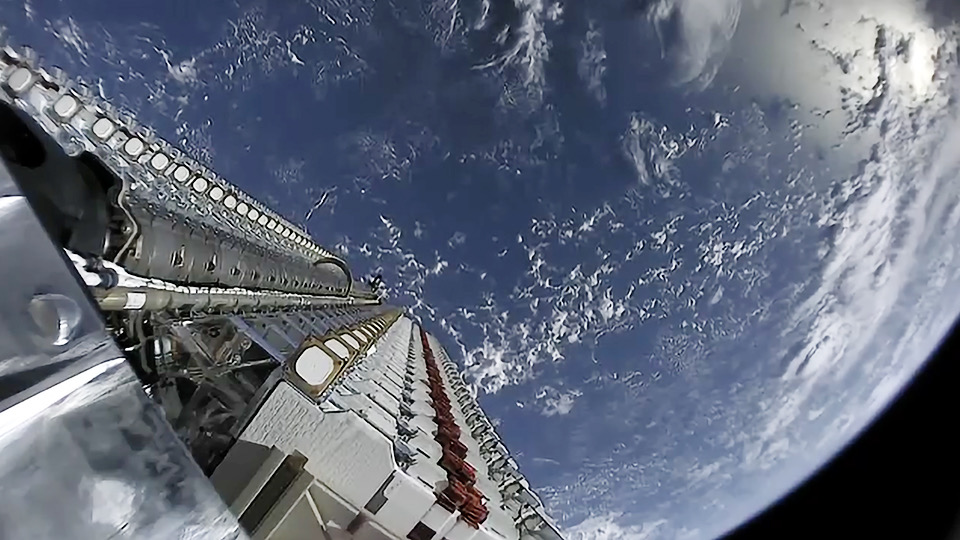
60 Starlink-Satelliten auf einer Falcon-9-Oberstufe vor dem Aussetzen in den Erdorbit (2019)

Mit dem Starlink-Satellitennetzwerk wurde der Raumtransport-Dienstleister SpaceX auch zum Telekommunikationsanbieter. Wie bei früheren Projekten leistete das Unternehmen auch hier Pionierarbeit, indem es die Satelliten mit sogenannten „Laserlinks“ ausstattete, sie also mittels Laser-Richtfunk direkt miteinander vernetzte. Dies ermöglicht trotz nur zirka 520 bis 570 Kilometer hoher Umlaufbahnen einen Internetnutzung an jedem Ort der Erde, auch in Flugzeugen und in der maritimen Schifffahrt, unabhängig vom Vorhandensein örtlicher Bodenstationen. Die niedrigen Umlaufbahnen – niedriger als bei allen bestehenden und geplanten Konkurrenzsystemen – ermöglichen kurze Paketumlaufzeiten, ein Hauptmerkmal von Starlink. Zudem vermeiden sie Weltraummüll durch relativ schnelles passives Deorbiting und begrenzen die in der Astronomie störende Lichtverschmutzung. Neu ist auch die schiere Größe des Projekts mit mehreren tausend – geplant mehreren zehntausend – Satelliten.
Auch bei Starlink versucht SpaceX, durch aggressive Preispolitik und schnelle Innovationszyklen eine Marktführerschaft in verschiedenen Anwendungsgebieten zu erreichen. Die Satelliten werden in schnell aufeinanderfolgenden Generationen weiterentwickelt und besitzen eine Lebensdauer von nur etwa fünf Jahren; so werden ältere Satelliten laufend durch neuere ersetzt. Auf erste Prototypen der Version 0.9 (Start Mitte 2019) folgte ab Ende 2020 die betriebsfähige Version 1.0, abgelöst ab Mitte 2021 von der Version 1.5 mit Laserlinks. Im Frühjahr 2023 begann SpaceX mit dem Start der doppelt so großen und viermal so leistungsfähigen Satelliten der Version 2.0. Anfang 2024 starteten erste Starlink-Satelliten, die über LTE-Mobilfunk direkt mit handelsüblichen Mobiltelefonen kommunizieren können. Einen weiteren Technologiesprung soll das Starship ermöglichen, mit dem die nochmals größeren und leistungsfähigeren Satelliten der Version 3 gestartet werden sollen.

### Starshield
Ende 2022 stellte SpaceX Starshield vor, einen Satellitenbus für militärische Anwendungen. Mit Starshield versucht SpaceX, auf Starlink basierende Satellitentechnik als Industriestandard zu etablieren. Vom US-Verteidigungsministerium erhielt das Unternehmen einen Auftrag im Wert von 1,8 Milliarden US-Dollar zur Errichtung eines Netzwerks von mehreren hundert Starshield-Aufklärungssatelliten. 193 dieser Satelliten wurden von Mai 2024 bis April 2025 mit Falcon-9-Raketen gestartet.

## Management
SpaceX wird von einem Verwaltungsrat (Board of Directors) geleitet. Geschäftsführende Ratsmitglieder sind der Gründer und Haupteigentümer Elon Musk (CEO und CTO) und die seit dem Gründungsjahr für SpaceX tätige Gwynne Shotwell (Präsidentin und COO). Während Musk vor allem für die technische Strategie und Entwicklung verantwortlich ist, leitet Shotwell das Tagesgeschäft. Shotwell betrachtet Musk als ihren Vorgesetzten. Auch Elon Musks Bruder Kimbal Musk und der Investor Steve Jurvetson sind Mitglieder des Verwaltungsrats, aber ohne geschäftsführende Funktion.
Weitere bekannte SpaceX-Manager sind der ehemalige Vizepräsident und Raketenstart-Chefingenieur Hans Königsmann sowie Lars Blackmore als Principal Rocket Landing Engineer (Hauptingenieur für Raketenlandungen).

## Finanzdaten und Mitarbeiterzahl
SpaceX ist nicht börsennotiert und daher nicht verpflichtet, Jahresabschlüsse oder sonstige Finanzdaten zu veröffentlichen. Gwynne Shotwell hält einen Börsengang erst für sinnvoll, „wenn wir regelmäßig zum Mars fliegen“. Das Unternehmen organisiert aber einen privaten Markt für SpaceX-Anteile. Ein- oder mehrmals im Jahr wird ein Preis festgestellt, zu dem Anteile verkauft, gekauft und neu gezeichnet werden können. Durch diesen Anteilshandel wird jeweils bekannt, wie viel neues Kapital SpaceX aufnimmt, und wie hoch der Marktwert des Unternehmens zu diesem Zeitpunkt ist.
Die folgende Tabelle gibt die Wertentwicklung des Unternehmens anhand dieses Anteilshandels wieder, neben Jahresumsätzen und Mitarbeiterzahlen, die durch Medienberichte oder SpaceX-Pressemeldungen bekannt wurden. Durch die Einnahmen aus dem Starlink-Geschäft steigen die Umsätze seit 2022 sehr stark an.
| Jahr | Umsatz                  | Mitarbeiter                  | Marktwert                           |
| ---- | ----------------------- | ---------------------------- | ----------------------------------- |
| 2002 |                         | ca. 30                       |                                     |
| 2003 |                         |                              |                                     |
| 2004 |                         |                              |                                     |
| 2005 |                         | ca. 90 (Feb.) ca. 160 (Nov.) |                                     |
| 2006 |                         |                              |                                     |
| 2007 |                         | ca. 350 (Aug.)               |                                     |
| 2008 |                         | ca. 600 (Dez.)               |                                     |
| 2009 |                         | > 800 (Dez.)                 |                                     |
| 2010 |                         | > 1000 (Juni)                |                                     |
| 2011 |                         | ca. 1300 (Jan.)              |                                     |
| 2012 |                         | ca. 1800 (Mai)               | 2,4 Mrd. $ (Juni)                   |
| 2013 |                         | ca. 3800 (Okt.)              |                                     |
| 2014 |                         |                              | 10 Mrd. $ (Aug.)                    |
| 2015 |                         |                              | 12 Mrd. $ (Jan.)                    |
| 2016 |                         | ca. 5000 (Nov.)              | 15 Mrd. $ (Nov.)                    |
| 2017 |                         | ca. 7000 (Nov.)              | 21 Mrd. $ (Nov.)                    |
| 2018 |                         |                              | 27 Mrd. $ (Apr.)                    |
| 2019 |                         | > 6000 (Juli) a              | 33 Mrd. $ (Mai)                     |
| 2020 | 1,8 Mrd. $              |                              | 36 Mrd. $ (Mai)                     |
| 2021 | 2,3 Mrd. $              | > 9500 (März)                | 74 Mrd. $ (Feb.) 100 Mrd. $ (Okt.)  |
| 2022 | 4,6 Mrd. $              | ca. 12.000 (April)           | 127 Mrd. $ (Aug.)                   |
| 2023 | 8,7 Mrd. $ (Schätzung)  | > 13.000 (Sept.)             | 137 Mrd. $ (Jan.) 150 Mrd. $ (Juli) |
| 2024 | 13,1 Mrd. $ (Schätzung) |                              | 255 Mrd. $ (Nov.) 350 Mrd. $ (Dez.) |